# Втрати силових структур внаслідок російського вторгнення в Україну (січень — березень 2017)
У статті наведено список втрат українських військовослужбовців у російсько-українській війні з січня по березень 2017 року.

## Список загиблих з 1 січня до 31 березня 2017 року
| №        | Світлина Емблема | Прізвище, ім'я, по-батькові                                    | Про особу | Дата смерті     | Обставини смерті |
| -------- | ---------------- | -------------------------------------------------------------- | --- | --------------- | --- |
| Січень   |                  |                                                                | |                 | |
| 3524     |                  | Куликов Веніамін Сергійович (Позивний «Санітар»)               | 26 березня 1982, Херсон. Старший солдат, санінструктор 21-го окремого мотопіхотного батальйону «Сармат» 56 ОМПБр. До війни займався монтажем газового обладнання. На фронт пішов у першу хвилю мобілізації на початку 2014 року, проходив службу в 92 ОМБр на Луганщині, тричі був поранений, в подальшому підписав контракт з 21 ОМПБ. Під час війни, у червні 2015, одружився, на що йому дали три дні відпустки. Залишилися мати, дружина та двоє малолітніх дітей, пасинок і 2-річна донька. | 2 січня 2017    | Загинув у ніч на 2 січня в зоні проведення АТО (місце та обставини не уточнені). Похований в Херсоні За повідомленнями ГУ НП в Донецькій області та Міноборони, у ніч на 2 січня близько 24:00 біля продуктового магазину у парку смт Донське Волноваського району виник конфлікт між групою військовослужбовців та цивільних осіб. Внаслідок пострілів з вогнепальної зброї загинув 34-річний військовослужбовець ЗСУ, мешканець Херсону, ще двоє жителів Волноваського району 30 та 22 років були госпіталізовані. Після встановлення всіх учасників і свідків було затримано за підозрою військовослужбовця тієї ж військової частини. Відкрите кримінальне провадження за ч.1 ст.115 «Умисне вбивство». |
| 3525     |                  | Петріщев Сергій Миколайович (Позивний «Бобер Сірко»)           | 11 квітня 1971, Суми. Мешкав у м. Лозова Харківська область. Солдат 92-ї окремої механізованої бригади. З 1990 року працював у Лозівському відділі міліції, в кримінальному розшуку. На фронт пішов добровольцем у липні 2014 року, служив водієм у саперів в місті Щастя. Через рік продовжив службу за контрактом. Залишилися мати, сестра та неповнолітній син. | 2 січня 2017    | Загинув на РОП поблизу міста Мар'їнка (Донецька область). Похований на Центральному кладовищі м. Лозова. Внаслідок порушення правил поводження зі зброєю в одній з військових частин, яка виконує бойові завдання в районі міста Мар'їнка, загинули двоє військовослужбовців (45 і 39 років), та ще двоє зазнали поранень. Повідомлення до Мар'їнського відділення поліції надійшло о 20:40 з лікарні міста Курахове Мар'їнського району Донецької області. За інформацією одеського видання «Таймер» без вказання джерел, військовослужбовець 92-ї бригади на ВОП у Мар'їнці розстріляв з автомата товаришів по службі під час конфлікту. |
| 3526     |                  | Пономаренко Сергій Олександрович (Позивний «Маршал»)           | 20 травня 1977, Роги Маньківський район Черкаська область. Старший солдат, навідник 92-ї окремої механізованої бригади. Залишилися мати, дружина та четверо дітей, — три доньки і син. | 2 січня 2017    | Загинув на РОП поблизу міста Мар'їнка (Донецька область). Похований в с. Роги. Внаслідок порушення правил поводження зі зброєю в одній з військових частин, що виконує бойові завдання в районі міста Мар'їнка, загинули двоє військовослужбовців (45 і 39 років), та ще двоє (19 і 26 років) зазнали поранень. Повідомлення до Мар'їнського відділення поліції надійшло о 20:40 з лікарні міста Курахове Мар'їнського району Донецької області. За інформацією одеського видання «Таймер» без вказання джерел, військовослужбовець 92-ї бригади на ВОП у Мар'їнці розстріляв з автомата товаришів по службі під час конфлікту. |
| 3527     |                  | Україна                                                        | 34 роки. Військовослужбовець (підрозділ не уточнено). На війну пішов добровольцем. | 3 січня 2017    | Напередодні потрапив до Дніпропетровської лікарні ім. Мечникова у стані коми з вкрай важкими мінно-вибуховими пораненнями. Внаслідок вибуху бійцю відірвало руку, багато уламків було в голові, животі, ногах. Не дожив до операції, помер 3 січня близько 11:00. |
| 3528     |                  | Войтов Микола Сергійович (Позивний «Ребе»)                     | 17 червня 1979, Київ. Офіцер поліції, військовослужбовець 1-ї роти Полку патрульної служби поліції особливого призначення «Київ». Український єврей, в дитинстві відвідував хедер і в подальшому дотримувався єврейських традицій. Закінчив музичну школу за класом скрипки. Мав оперний голос, взагалі був дуже різносторонньою та обдарованою людиною. Захоплювався рибальством. Після закінчення Національної академії внутрішніх справ України працював у Старокиївському районному управлінні юстиції, в Антимонопольному комітеті і юристом КМДА. Учасник Революції Гідності. 13 червня 2014 року добровольцем пішов у батальйон МВС «Київ-1». Ніс службу у Слов'янську, в зоні АТО понад два роки. Залишились дружина та четверо дітей, доросла донька, син і ще дві доньки (молодшій донечці 4 місяці). 2016 року Микола став дідусем. | 3 січня 2017    | Помер у розташуванні підрозділу в Краматорську (Донецька область), зупинилося серце. Похований на Байковому кладовищі Києва. |
| 3529     |                  | Чистов Віталій Валерійович                                     | 31 січня 1978, Марганець Дніпропетровська область. Солдат, старший навідник 17-ї ОТБр. | 4 січня 2017    | Помер під час несення служби в зоні АТО, у с. Тарасівка (Волноваський район). Похований в Марганці. |
| 3530     |                  | Сонько Сергій Миколайович                                      | 16 грудня 1993, Станіслав (Білозерський район) Херсонська область. Молодший сержант, командир 3-го відділення взводу морської піхоти 1-ї роти 501 ОБМП 36 ОБрМП. Студент ЧНУ ім. Петра Могили (юрфак, заочна форма). Вступив на військову службу за контрактом у 2015. Залишилися батьки. | 8 січня 2017    | Загинув від мінно-вибухових травм, підірвавшись на міні за 3 км від окупованого с. Верхньошироківське (колишнє с. Октябр, Новоазовський район). Тіла трьох загиблих морпіхів знайшли терористи у 500 м від своїх передових позицій. Передача тіл відбулась 13 січня в Донецьку. Похований в с. Станіслав. |
| 3531     |                  | Охріменко Микола Іванович (Позивний «Дєд»)                     | 9 липня 1963, 53 роки, Яструбине Сумський район Сумська область. Мешкав у Донецьку. Молодший сержант, командир відділення 1-ї роти 501 ОБМП 36 ОБрМП. Якийсь час працював у «Куларзолото» (Якутія). З початком АТО в 2014 виїхав з Донецька на Сумщину. З 2015 — доброволець БПСМОП «Артемівськ», пройшов бої за Дебальцеве. 2016 підписав контракт із ЗСУ. Залишилися мати, дружина (залишилася на Донеччині) та донька. | 8 січня 2017    | Загинув від мінно-вибухових травм, підірвавшись на міні за 3 км від окупованого с. Верхньошироківське (колишнє с. Октябр, Новоазовський район). Тіла трьох загиблих морпіхів знайшли терористи у 500 м від своїх передових позицій. Передача тіл відбулась 13 січня в Донецьку. Похований в с. Яструбине. |
| 3532     |                  | Трубін Сергій Сергійович                                       | 20 березня 1987, Кропивницький. Виріс і мешкав в смт Знам'янка Друга Кіровоградська область. Старший матрос, старший стрілець-санітар 1-ї роти 501 ОБМП 36 ОБрМП. За фахом — зварювальник, муляр. Мобілізований навесні 2015 року, через рік підписав контракт. Залишилися батьки та сестра. | 8 січня 2017    | Загинув від мінно-вибухових травм, підірвавшись на міні за 3 км від окупованого с. Верхньошироківське (колишнє с. Октябр, Новоазовський район). Тіла трьох загиблих морпіхів знайшли терористи у 500 м від своїх передових позицій. Передача тіл відбулась 13 січня в Донецьку. Похований в смт Знам'янка Друга. |
| 3533     |                  | Ус Сергій Володимирович                                        | 11 червня 1989, Українка (Острозький район) Рівненська область. Молодший сержант, військовослужбовець 11-го зенітного ракетного полку (Шепетівка). Закінчив Квасилівське ПТУ за спеціальністю автослюсаря. По закінченні строкової служби ще три роки служив за контрактом у Новограді-Волинському. Мобілізований 11 листопада 2015 року до 80 ОДШБр, служив у зоні АТО. В кінці вересня 2016 демобілізувався, згодом пішов служити за контрактом у ЗРП в Шепетівці, звідти був відряджений у 128 ОГПБр (бригада тримає оборону поблизу Донецька). Залишилася мати. | 9 січня 2017    | Місце й обставини смерті не уточнено, загинув в зоні АТО. Похований у рідному селі. |
| 3534     |                  | Климюк Ігор Павлович (Позивний «Клим»)                         | 15 вересня 1994, Оконськ Маневицький район Волинська область. Мешкав у с. Гірка Полонка Луцький район. Солдат, гранатометник 1-го механізованого відділення 3-го МВ 1-ї МР 1-го МБ 24 ОМБр. Закінчив Волинський коледж НУХТ, працював електриком в СГПП «Рать». 2015 призваний на строкову службу, 2016 підписав контракт. Залишились батьки, брат і сестра. | 10 січня 2017   | Загинув близько 11:00 від смертельного поранення у голову внаслідок обстрілу позицій поблизу с. Новозванівка — Троїцьке (Попаснянський район). Похований в с. Гірка Полонка. |
| 3535     |                  | Корнелюк Богдан Олександрович                                  | 28 вересня 1994, Нововолинськ Волинська область. Старший солдат, заступник командира бойової машини — навідник-оператор (БМП-1) 14 ОМБр. Закінчив ВПУ за будівельною професією. З 03.04.2016 на військовій службі за контрактом, з 18 вересня — в зоні АТО. Залишився батько-фронтовик. | 12 січня 2017   | Загинув у ніч на 12 січня від кульового поранення під час обстрілу поблизу КПВВ «Станиця Луганська» в смт Станиця Луганська. Похований у Нововолинську. |
| 3536     |                  | Сенюк Віталій Дмитрович                                        | 8 липня 1971, Острівець (Городенківський район) Івано-Франківська область. Мешкав в Івано-Франківську. Капітан, помічник начальника штабу — начальник розвідки мехбатальйону 24 ОМБр. Випускник Ачинського ВАТУ (1992, «старший технік літаків»). 20 років військової служби, 2010 вийшов на пенсію. Мобілізований 05.09.2014 як доброволець, у 2016 підписав контракт. Залишилися дружина та троє дітей. | 14 січня 2017   | Загинув поблизу села Новоолександрівка (Попаснянський район) внаслідок прямого влучення ПТКР в автомобіль. Похований в Івано-Франківську. |
| 3537     |                  | Косєєв Сергій Вікторович                                       | 20 лютого 1983, Оленівське Бобринецький район Кіровоградська область. Солдат, водій транспортного відділення зенітно-ракетної батареї 17-ї окремої танкової бригади. Працював помічником комбайнера. Вступив на військову службу за контрактом 31 травня 2016 року. Залишились мати і дружина. | 15 січня 2017   | Загинув від кульового поранення грудної клітки, що несумісне з життям, неподалік міста Сіверськ (Бахмутський район Донецька область). Похований у селі Верхньоінгульське Бобринецького району. За повідомленням видання «Лівий берег» з посиланням на джерело в поліції, 15 січня в Сіверську військовослужбовець ЗСУ застрелив товариша по службі і поранив ще одного з автомата Калашникова, порушено кримінальну справу (вбивство, замах на вбивство). |
| 3538     |                  | Ніколайчук Роман Анатолійович                                  | 1982, Білогір'я Хмельницька область. Старший солдат 24-ї окремої механізованої бригади. Мобілізований 29 квітня 2015 року. З 28 серпня 2016 проходив службу за контрактом у 24 ОМБр. Неодружений, залишились батьки. | 17 січня 2017   | Помер у Військово-медичному клінічному центрі Харкова, куди був доставлений 8 січня з госпіталю Сєвєродонецька із важкими тілесними ушкодженнями голови і опіками стравоходу, весь час перебував на апараті штучного дихання. Офіційна причина смерті – легенево-серцева недостатність як смертельне ускладнення закритої травми живота. Слідство встановило, що травми солдат отримав за чотири доби до госпіталізації на позиціях своєї частини поблизу м. Золоте (Попаснянський район Луганська область). За інформацією ЗМІ з посиланням на власні джерела, Роман був жорстоко побитий товаришами по службі, після чого напився оцту. Похований 20 січня в смт Білогір'я. |
| 3539     |                  | Захаревич Сергій Юрійович                                      | 30 серпня 1996, Недра (Баришівський район) Київська область. Старший солдат, кулеметник механізованого взводу 3-ї МР 1-го МБ 72 ОМБр. Був капітаном футбольної команди. Студент ПХДПУ. З 06.11.2015 проходив строкову службу, в травні 2016 підписав контракт. Залишилась мати і брати. | 20 січня 2017   | Загинув від кулі снайпера у серце в промзоні м. Авдіївка. Похований в селі Недра. |
| 3540     |                  | Мінченко Олександр Степанович (Позивний «Аватар»)              | 13 листопада 1980, Полянівка Мелітопольський район Запорізька область. Старший сержант, командир 2-го МПВ 3-ї МПР 23 ОМПБ «Хортиця» 56 ОМПБр. Працював водієм. В батальйоні з весни 2014, у березні 2015 підписав контракт. В листопаді 2015 нагороджений орденом. Залишилась дружина та син. | 21 січня 2017   | Загинув у ДТП близько 16:00 на пр. Карпова в місті Маріуполь. Водій Nissan Sunny не впорався з керуванням та скоїв наїзд на електроопору. Пасажир Мінченко загинув на місці, водій доставлений до лікарні. Похований в с. Полянівка. |
| 3541     |                  | Бутильський Андрій Олександрович                               | 23 червня 1972, Кривий Ріг Дніпропетровська область. Молодший сержант, заступник командира бойової машини, навідник-оператор взводу механізованої роти механізованого батальйону 17-ї окремої танкової бригади. Закінчив технікум № 10. 15 серпня 2016 року підписав контракт на військову службу. Залишилось двоє дітей. | 24 січня 2017   | Загинув від кульового поранення в зоні АТО. Місце й обставини не уточнено. Похований на Алеї Слави на Всебратському кладовищі Кривого Рогу. |
| 3542     |                  | Савченко Іван Миколайович (Позивний «Сава»)                    | 28 квітня 1981, Копашново Хустський район Закарпатська область. Мешкав у с. Филенкове Чутівський район Полтавська область. Старший сержант, старший розвідник 95-ї окремої десантно-штурмової бригади. З 2005 року проживав у с. Филенкове. Працював у Скороходівській філії ТОВ СП «Нібулон». Мобілізований у 2014 році, в подальшому служив за контрактом. Залишилися дружина та двоє маленьких дітей. | 25 січня 2017   | Загинув внаслідок ДТП, що сталася близько 9:30 на 660 км автошляху «Київ — Харків — Довжанський», ділянка Слов'янськ — Ізюм, поворот на село Хрестище (Слов'янський район) Донецької області. Цивільний автомобіль «Газель», обганяючи КрАЗ Нацгвардії з причепом, що рухався в складі колони, «підрізав» та зайняв його місце у колоні. Щоб уникнути зіткнення водій КрАЗа загальмував, що спричинило занос на зустрічну смугу, внаслідок чого відбулось зіткнення з автомобілями AUDI-100 та Daewoo Lanos. Водій автомобіля AUDI-100 Іван Савченко від отриманих травм помер в міській лікарні Слов'янська, водій Ланоса госпіталізований. Водій «Газелі» з місця події втік. Івана поховали в с. Филенкове. |
| 3543     |                  | Ксенчук Андрій Сергійович                                      | 18 червня 1980, с. Широкий Сусуманський район Магаданська область РРФСР. Проживав у м. Покровськ Донецька область. Солдат, механік-водій 74 ОРБ. Гірник, з 2000 працював на шахтах «Красноармійська-1» і «Стаханова», прохідник 5 розряду. З 30.01.2015 до 20.04.2016 служив за мобілізацією телефоністом у 93 ОМБр та 53 ОМБр. 11.11.2016 підписав контракт. Залишились дружина і син. | 26 січня 2017   | Загинув в результаті мінометного обстрілу поблизу села Широкине на схід від Маріуполя. Похований в Покровську. |
| 3544     |                  | Непсов Сергій Олександрович (Позивний «Непс»)                  | 1 вересня 1994, Калинівка (Вітовський район) Миколаївська область. Мешкав у м. Миколаїв. Старший солдат, гранатометник 3-го відділення 2-го взводу 6-ї роти 2-го МБ 93 ОМБр. Здобув професію токаря, працював у сфері продажів. З 10.11.2015 проходив строкову службу. Навесні 2016 підписав контракт. Залишились батьки та сестра. | 26 січня 2017   | Загинув близько 21:00 від кулі снайпера у бою з ДРГ, що під прикриттям мінометного обстрілу підійшла до позицій військових біля смт Новотошківське (Попаснянський район). Похований в с. Калинівка. |
| 3545     |                  | Білоус Юрій Миколайович                                        | 25 лютого 1962, 54 роки, Дубровиця Рівненська область. Військовослужбовець 14-ї окремої механізованої бригади. 1980 року закінчив Дубровицьке СПТУ № 6. Працював робітником на підприємстві «Дубровицяводоканал». Проходив службу за контрактом з 12 липня 2016 року. Після підготовки на полігоні на Львівщині направлений на першу лінію оборони в Луганській області. Згодом його підрозділ відвели на другу лінію, був задіяний в охороні базового табору. Залишились мати, брат, дружина, двоє синів та онуки. | 26 січня 2017   | Загинув від кульового поранення на території базового табору в селі Райгородка (Новоайдарський район) Луганської області. Похований в Дубровиці на новому кладовищі жилмасиву «Посьолок». |
| 3546     |                  | Кизило Андрій Олександрович (Позивний «Орел»)                  | 2 травня 1993, Умань Черкаська область. Капітан, заступник командира 1-го механізованого батальйону 72-ї окремої механізованої бригади. Походить з династії військових. Закінчив Київський військовий ліцей імені Івана Богуна. Випускник факультету бойового застосування військ Національної академії сухопутних військ імені гетьмана Петра Сагайдачного, закінчив Академію 2014 року і вже у травні поїхав на фронт. 2015 року 21-річний лейтенант був визнаний кращим командиром роти по сектору «М». Під його командуванням бійці брали участь у боях поблизу Петрівського й Нової Ласпи, понад півтора року тримали оборону у полях в районі Волновахи. Залишилася дружина та 8-місячний син. Герой України (посмертно). | 29 січня 2017   | О 5:00 противник розпочав обстріл промзони міста Авдіївка (Донецька область) та після 7:00 перейшов у наступ двома групами. Атаку відбито, ворог із втратами відступив, українські захисники під час контратаки зайняли нову позицію. В результаті боїв один військовослужбовець загинув на місці та двоє — померли від отриманих важких поранень, ще одного пораненого госпіталізовано. Вдень противник продовжив обстріли Авдіївки та о 13:45 здійснив другу невдалу спробу штурму. В штабі АТО повідомили про ще одного загиблого українського військовослужбовця, станом на 18:00. 23-річний капітан загинув від осколкового поранення під час бою. 1 лютого в Києві на Майдані Незалежності попрощались з сімома воїнами 72 ОМБр. Похований в Умані. |
| 3547     |                  | Бальченко Володимир Іванович                                   | 4 січня 1992, Берестовець (Борзнянський район) Чернігівська область. Молодший сержант, кулеметник 1-ї механізованої роти 1-го механізованого батальйону 72-ї окремої механізованої бригади. Захоплювався футболом, грав за ФК «Берестовець». Працював лісником у єгерні. 8 жовтня 2015 року призваний на строкову військову службу, яку проходив у 169-му Навчальному центрі сухопутних військ в Десні. По тому продовжив військову службу за контрактом. На фронті з липня 2016 року. Батько помер, залишились мати, брат і сестра. | 29 січня 2017   | О 5:00 противник розпочав обстріл промзони міста Авдіївка (Донецька область) та після 7:00 перейшов у наступ двома групами. Атаку відбито, ворог із втратами відступив, українські захисники під час контратаки зайняли нову позицію. В результаті боїв один військовослужбовець загинув на місці та двоє — померли від отриманих важких поранень, ще одного пораненого госпіталізовано. Вдень противник продовжив обстріли Авдіївки та о 13:45 здійснив другу невдалу спробу штурму. В штабі АТО повідомили про ще одного загиблого українського військовослужбовця, станом на 18:00. Володимир вранці стояв на спостережному посту. Загинув від прямого влучення міни під час обстрілу. 1 лютого в Києві на Майдані Незалежності попрощались з сімома воїнами 72 ОМБр. Похований у с. Берестовець. |
| 3548     |                  | Оверченко Дмитро Олександрович (від народження — Кужелівський) | 24 січня 1989, Вишнопіль (Тальнівський район) Черкаська область. Солдат 1-го механізованого батальйону 72-ї окремої механізованої бригади. Родина переїхала у с. Варварівка (Долинський район) Кіровоградської області, але сім років тому Дмитро повернувся до Вишнополя. Виріс у багатодітній родині, мав двох братів і двох сестер. Займався спортом. Працював арматурником на будівництвах, їздив на будівельні об'єкти до Києва та Казахстану. З 2008 по 2009 рік проходив строкову службу сапером у 308-му інженерно-технічному батальйоні. Під час війни підписав контракт і поїхав на фронт. Розлучений. Батьки проживають на Кіровоградщині. У листопаді 2016 одна із західних знімальних груп побувала на бойовій позиції резерву під Авдіївкою, де Дмитро провів для неї екскурсію (відео). | 29 січня 2017   | О 5:00 противник розпочав обстріл промзони міста Авдіївка (Донецька область) та після 7:00 перейшов у наступ двома групами. Атаку відбито, ворог із втратами відступив, українські захисники під час контратаки зайняли нову позицію. В результаті боїв один військовослужбовець загинув на місці та двоє — померли від отриманих важких поранень, ще одного пораненого госпіталізовано. Вдень противник продовжив обстріли Авдіївки та о 13:45 здійснив другу невдалу спробу штурму. В штабі АТО повідомили про ще одного загиблого українського військовослужбовця, станом на 18:00. 1 лютого в Києві на Майдані Незалежності попрощались з сімома воїнами 72 ОМБр. Похований у Вишнополі. |
| 3549     |                  | Крижанський Володимир Олексійович                              | 24 березня 1982, Червоний Кут (Жашківський район) Черкаська область. Мешкав у м. Сквира Київська область. Сержант, кулеметник механізованого взводу механізованої роти 1-го механізованого батальйону 72-ї окремої механізованої бригади. У шкільні роки переїхав на Київщину. Закінчив Сквирське професійно-технічне училища за фахом бухгалтера та Білоцерківський інститут економіки та управління за спеціальністю «Менеджмент». Працював у ТОВ "Фірма «Грона» в місті Сквира. Призваний навесні 2014 року у першу хвилю мобілізації. Спочатку служив у Сквирському райвійськкоматі. Пройшов навчання у «Десні» та перевівся до 72 ОМБр, вирушив на фронт у Донецьку область. Залишилися мати, дружина та син. | 29 січня 2017   | О 5:00 противник розпочав обстріл промзони міста Авдіївка (Донецька область) та після 7:00 перейшов у наступ двома групами. Атаку відбито, ворог із втратами відступив, українські захисники під час контратаки зайняли нову позицію. В результаті боїв один військовослужбовець загинув на місці та двоє — померли від отриманих важких поранень, ще одного пораненого госпіталізовано. Вдень противник продовжив обстріли Авдіївки та о 13:45 здійснив другу невдалу спробу штурму. В штабі АТО повідомили про ще одного загиблого українського військовослужбовця, станом на 18:00. Володимир загинув внаслідок прямого влучення міни в окоп. 1 лютого в Києві на Майдані Незалежності попрощались з сімома воїнами 72 ОМБр. Похований у м. Сквира. |
| 3550     |                  | Бурець Олег Васильович                                         | 22 вересня 1990, П'ятихатки Дніпропетровська область. Солдат, гранатометник 72-ї окремої механізованої бригади. 2009 року закінчив Ерастівський коледж імені Е. К. Бродського Дніпропетровського державного аграрного університету за спеціальністю «Агрономія», здобувши кваліфікацію агротехніка. Працював різноробочим. 26 січня 2016 року підписав із ЗСУ контракт на три роки. Залишилися мати, брат, дві сестри, дружина, донька та двоє дітей дружини від першого шлюбу. | 29 січня 2017   | Загинув під час боїв в районі міста Авдіївка (Донецька область), міна влучила в окоп. 1 лютого в Києві на Майдані Незалежності попрощались з сімома воїнами 72 ОМБр. Похований у м. П'ятихатки, на Алеї Героїв. За зведеними даними прес-центру штабу АТО, за минулу добу п'ятеро військових загинули, 9 дістали поранень та 4 травмовані. |
| 3551     |                  | Шамрай Віталій Володимирович                                   | 26 травня 1990, Монастирище Черкаська область. Солдат, снайпер взводу снайперів 72-ї окремої механізованої бригади. 2010 року закінчив Ілінецький аграрний коледж за спеціальністю «Агрономія, організація і технологія фермерського господарства». Працював у ТОВ «Агровет Атлантик» апаратником виробничої дільниці. 17 травня 2016 року прийнятий на військову службу за контрактом до 169-го навчального центру «Десна». В липні пройшов курси снайперів і був переведений до 72 ОМБр. Залишились мати, сестра, дружина та маленький син. | 30 січня 2017   | Загинув під час несення бойового чергування внаслідок артилерійського обстрілу в промзоні міста Авдіївка (Донецька область). 1 лютого в Києві на Майдані Незалежності попрощались з сімома воїнами 72 ОМБр. Похований на центральному міському кладовищі м. Монастирище. |
| 3552     |                  | Павлюк Ярослав Ярославович                                     | 24 жовтня 1980, Петрівка (Компаніївський район) Кіровоградська область. Солдат 72-ї окремої механізованої бригади. Мати померла, коли хлопець був ще малим, тому вихованням його та молодших братів займалася бабуся. Закінчив ветеринарний технікум, потім навчався у Білоцерківському аграрному інституті і працював у цьому навчальному закладі, в аспірантурі на кафедрі епізоотології та інфекційних хвороб, викладав епізоотологію та ветеринарний менеджмент. Займався вільною боротьбою. Працював ветеринаром у Баку, але повернувся до України, коли дізнався, що молодший брат на війні. У 2014—2015 проходив військову службу за мобілізацією в Ізмаїльському прикордонному загоні ДПСУ. 21 листопада 2016 вступив на контрактну службу в 72 ОМБр. Залишились бабуся, двоє братів та 7-річна донька у цивільному шлюбі. | 30 січня 2017   | Загинув вранці у боях в промзоні міста Авдіївка (Донецька область). За інформацією військкомата, їхню машину підбили. 1 лютого в Києві на Майдані Незалежності попрощались з сімома воїнами 72 ОМБр. Похований у рідній Петрівці. |
| 3553     |                  | Гульченко Роман Олегович                                       | 29 серпня 1986, Татарбунари Одеська область. Молодший сержант, командир десантно-штурмового взводу ДШР 1-го ДШБ 79 ОДШБр. Навчався на юриста. Працював в охороні. З 2008 служив за контрактом. В серпні 2014 уклав контракт з 79-ю бригадою. Учасник оборони Донецького аеропорту, боїв за Дебальцеве. Залишилась донька. | 30 січня 2017   | Під час бою поблизу с. Водяне (Ясинуватський район) по позиції десантників влучила 82-мм міна. Роман загинув від чисельних поранень, прикривши своїх товаришів. Похований в Татарбунарах. |
| 3554     |                  | Тарасов Андрій Вікторович                                      | 1 лютого 1974, Краматорськ Донецька область. Старший лейтенант, заступник командира роти з МТЗ 81-ї окремої аеромобільної бригади. | 30 січня 2017   | Помер під час несення служби в зоні проведення АТО. Похований в Краматорську. |
| 3555     |                  | Пацула Сергій Васильович                                       | 18 вересня 1984, Баштанка Миколаївська область. Солдат, номер обслуги (САУ 2С1 «Гвоздика») 3-ї гаубичної самохідної артилерійської батареї 80 ОДШБр. Працював на Баштанській птахофабриці. Мобілізований 11.08.2015 року, 12.08.2016 підписав контракт. Залишилися дружина та четверо дітей. | 31 січня 2017   | Загинув у ніч на 1 лютого внаслідок артобстрілу поблизу села Тоненьке (Ясинуватський район), прикривши собою товаришів. Похований в Баштанці. |
| Лютий    |                  |                                                                | |                 | |
| 3556     |                  | Литвинчук Геннадій Євгенович                                   | 8 червня 1990, Харків. Військовослужбовець, ймовірно, 54-ї окремої механізованої бригади. Відомо, що в грудні 2016 Геннадій воював на «світлодарській дузі» біля смт Луганське (фронтове фото), де тримає оборону 54 ОМБр. Залишились батьки, дружина та маленький син. | 1 лютого 2017   | Місце й обставини смерті не уточнено. Похований на Алеї Слави на Безлюдівському кладовищі Харкова. |
| 3557     |                  | Дергач Леонід Валентинович (Позивний «Академік»)               | 24 березня 1979, Зарожани Хотинський район Чернівецька область. Проживав у м. Чернівці. Лейтенант, командир 9-ї роти 3-го мехбатальйону 72 ОМБр. Випускник НАВС (2000), працював в УБОЗ. З 2006 — викладач ЧНУ імені Ю. Федьковича. Кандидат юридичний наук (2011), доцент кафедри правосуддя. КМС з пауерліфтингу. Мобілізований 2015, восени 2016 підписав контракт. Залишились дружина та двоє синів. | 1 лютого 2017   | Загинув у бою близько 7:10 від осколкових поранень внаслідок артилерійського обстрілу РОП біля «Царської охоти» в районі м. Авдіївка. Похований в с. Зарожани. |
| 3558     |                  | Бублієнко Роман Володимирович (Позивний «Бублик»)              | 25 квітня 1993, Володарка Київська область. Солдат, командир відділення — командир бойової машини 9-ї роти 3-го мехбатальйону 72 ОМБр. За фахом газоелектрозварювальник. Строкова служба — ВМС, Севастополь. 15.09.2016 вступив на військову службу за контрактом. Залишилися дружина та син. | 1 лютого 2017   | Загинув від осколкових поранень на позиції «Шахта» між Авдіївкою та окупованим Спартаком (вентиляційний ствол шахти «Бутівка-Донецька»), внаслідок обстрілу з РСЗВ «Град». Похований у Володарці. |
| 3559     |                  | Клімов Роман Робертович (Позивний «Штик»)                      | 30 червня 1989, Миколаїв. Старший солдат, навідник (БМП) 2-ї роти 1-го мехбатальйону 72 ОМБр. З 18 років займався спортивною стрільбою. Токар. Після вторгнення ЗС РФ до Криму повернувся з РФ, де перебував, і у червні 2014 підписав контракт з ЗСУ. Залишились мати та сестра. | 2 лютого 2017   | Загинув від осколкових поранень внаслідок мінометного обстрілу в районі міста Авдіївка. Похований у Миколаєві. |
| 3560     |                  | Хоружа Наталія Олександрівна                                   | 9 червня 1972, 44 роки, Першотравенськ Дніпропетровська область. Мешкала в смт Просяна Покровського району. Молодший сержант, санінструктор 1-ї роти 1-го мехбатальйону 54 ОМБр. Закінчила медучилище. Медсестра. 30.08.2016 підписала контракт і за власним бажанням виїхала на передову. Залишилися чоловік та донька. | 2 лютого 2017   | Загинула біля смт Луганське на Світлодарській дузі внаслідок прицільного обстрілу санітарної машини терористами з ПТРК під час евакуації поранених. Похована у Просяній. |
| 3561     |                  | Рева Юрій Андрійович (Позивний «Козак»)                        | 26 березня 1961, 55 років, Запоріжжя. Старший солдат, гранатометник 1-ї роти 1-го мехбатальйону 54 ОМБр. Працював майстром з водіння. Проходив службу за мобілізацією, 30.09.2016 підписав контракт. Залишилися дружина та двоє дітей. | 2 лютого 2017   | Загинув близько 13:55 під час обстрілу ВОП в районі смт Луганське (Світлодарська дуга), від осколкового поранення внаслідок розриву 120-мм міни, що влучила в бліндаж. Похований у Запоріжжі. |
| 3562     |                  | Горбань Сергій Володимирович                                   | 9 липня 1992, Маріуполь Донецька область. Водій аварійно-рятувального загону спеціального призначення ГУ ДСНС у Донецькій області. Залишилися дружина та донька. | 2 лютого 2017   | О 21:05 російсько-терористичними угрупованнями обстріляно район школи № 2 та стадіон «Хімік» у м. Авдіївка, де розгорнуто пункт життєзабезпечення ДСНС. Під обстріл потрапив автомобіль служби, Сергій загинув на місці, важкі поранення у живіт отримав підполковник Тритейкін (помер 21 лютого). Похований в Маріуполі. |
| 3563     |                  | Камінський Маріс Айдинович                                     | 9 квітня 1990, Ківерці Волинська область. Мешкав у м. Чернівці. Капітан, начальник продовольчої служби тилу 3-ї БТГр 80 ОДШБр. Випускник НАСВ імені Сагайдачного (2012, аеромобільний факультет). Займався карате. Служив у Львові, з 2013 року — в Чернівцях (колишній 300-й полк). На війні з перших днів, учасник оборони Луганського аеропорту. Залишилась вагітна дружина, в серпні народилась донька. | 3 лютого 2017   | Загинув близько 00:05 внаслідок обстрілу терористами з БМ-21 «Град» села Галицинівка (Мар'їнський район), що перебуває за 15 км від лінії розмежування (в тилу українських військ). Похований в Ківерцях. |
| 3564     |                  | Заремський Анатолій Сергійович                                 | 6 березня 1977, Березівка (Новоушицький район) Хмельницька область. Мешкав у м. Чернівці. Капітан, командир інженерно-саперного взводу 3-ї БТГр 80 ОДШБр. Випускник КПВІІ (1999). Займався спортом. Служив в Яворові. Миротворець (2005—2006, Косово). Повернувшись, продовжив службу в Чернівцях (колишній 300-й полк). На війні з перших днів. Залишились дружина та двоє синів. | 3 лютого 2017   | Загинув близько 00:05 внаслідок обстрілу терористами з БМ-21 «Град» села Галицинівка (Мар'їнський район), що перебуває за 15 км від лінії розмежування (в тилу українських військ). Похований в с. Березівка. |
| 3565     |                  | Горкун Роман Владиславович (позивний «Смайлик»)                | 24 вересня 1994, Луганськ. Солдат, стрілець-санітар механізованого відділення 2-го взводу 1-ї роти 1-го мехбатальйону «Хижак» 17 ОТБр. Закінчив Криворізький НВЦ за фахом «агент з організації туризму». Наприкінці 2014 року виїхав з Луганська до м. Кривий Ріг. У війську з 2015, навесні 2016 підписав контракт. Залишились батько і бабуся. | 3 лютого 2017   | Під час обстрілу поблизу с. Новозванівка — Троїцьке (Попаснянський район), дістав осколкове поранення у голову (міна 120-мм). Помер в лікарні м. Попасна. Похований в Кривому Розі. |
| 3566     |                  | Тимошенко Денис Дмитрович                                      | 1982, Чорноморськ Одеська область. Старший сержант, командир взводу 5-ї батальйонно-тактичної групи 81-ї окремої аеромобільної бригади, в/ч А1493 (Кременчук), базується в районі «світлодарської дуги». Мобілізований в лютому 2015 року, після року служби залишився служити за контрактом. Під час служби, влітку 2016, Денис одружився з Тетяною Козицькою, яка також служить в цій військовій частині. Батьків немає, залишилася сестра й дружина. | 5 лютого 2017   | Загинув в результаті наскрізного вогнепального кульового поранення в голову, що сталося в штабі військової частини. Був доставлений до лікарні, де від поранення помер. Похований в м. Ізюм Харківської області, де мешкає його дружина. |
| 3567     |                  | Бодах Олег Анатолійович                                        | 1983, мешкав у м. Новоград-Волинський Житомирська область. Майор, військовослужбовець 30-ї окремої механізованої бригади. Служив у Червонограді, нещодавно був переведений до 30-ї бригади. Розлучений, залишились батьки. | 5 лютого 2017   | Обставини не уточнено, загинув у м. Волноваха (Донецька область). Похований в Новограді-Волинському на цвинтарі по вул. Чехова. |
| 3568     |                  | Мурашко Валерій Миколайович                                    | 21 серпня 1973, Харків. Старший солдат, водій-слюсар 92-ї окремої механізованої бригади. Залишилися дружина та двоє дітей, син і донька. | 5 лютого 2017   | Помер під час несення військової служби поблизу с. Богоявленка (Мар'їнський район Донецька область). Похований у Харкові на кладовищі №18. |
| 3569     |                  | Цинкуш В'ячеслав Іванович (Позивний «Цинк»)                    | 30 червня 1993, Запоріжжя. Солдат 46-го батальйону спеціального призначення «Донбас-Україна» 10-ї ОГПБр. На фронт пішов добровольцем ще у 2014 році. З 27 січня 2016 року ніс службу за контрактом. Залишились мати, бабуся та двоє братів. | 6 лютого 2017   | Помер у військовому госпіталі в м. Бахмут (Донецька область) від травм внаслідок нещасного випадку, солдата затиснуло між двома БМП. Похований на Матвієвському кладовищі Запоріжжя. |
| 3570     |                  | Белявцев Андрій Олексійович                                    | 24 серпня 1979, Вознесенка (Мелітопольський район) Запорізька область. Молодший сержант, військовослужбовець 54-ї окремої механізованої бригади. Мобілізований в травні 2015 року, через рік підписав контракт. Ніс службу на передовій «світлодарської дуги». Залишилися мати, дружина та троє дітей. | 8 лютого 2017   | Помер в лікарні м. Бахмут (Донецька область), куди був доставлений у важкому стані напередодні увечері, в результаті розриву гранати (необережне поводження з боєприпасами). Похований в с. Вознесенка. |
| 3571     |                  | Коломієць Дмитро Володимирович                                 | 14 квітня 1997, 19 років, Вікторівка (Миронівський район) Київська область. Солдат, водій 93-ї окремої механізованої бригади. Залишилися батьки, дві сестри і брат. Старший брат Дмитра, Андрій Коломієць - майданівець, український політв'язень в РФ, засуджений сімферопольським окупаційним судом до 10 років колонії за «членство в УПА» і «замах на беркутівців» під час протистоянь 2014 року в Києві | 11 лютого 2017  | Вбитий поблизу с. Чабанівка (Новоайдарський район) Луганської області, обставини не уточнено. Похований в с. Вікторівка. |
| 3572     |                  | Фарісей Анатолій Олександрович (Позивний «Фарік»)              | 23 березня 1974, Шепіївка Калинівський район Вінницька область. Молодший сержант, стрілець-помічник гранатометника 2-го взводу 9-ї роти 3-го мехбатальйону 93 ОМБр. Закінчив Вінницьке ВПУ № 4. Працював їздовим у колгоспі «Нове життя», експедитором у Києві. Учасник Революції Гідності. Мобілізований 29.08.2014, 54 ОРБ. 15.03.2016 підписав контракт і повернувся на фронт. Батьки померли, залишився брат. | 15 лютого 2017  | Загинув під час бойового чергування, близько 23:30, від осколкових поранень в результаті мінометного обстрілу ВОП поблизу с. Кримське (Новоайдарський район). Поховання в с. Шепіївка. |
| 3573     |                  | Сазонов Леонід Олександрович (Позивний «Борода»)               | 28 березня 1990, Запоріжжя. Молодший сержант, зв'язківець 37-го окремого мотопіхотного батальйону «Запоріжжя» 56 ОМПБр. Навчався у Запорізькому юридичному інституті Дніпропетровського державного університету внутрішніх справ. Учасник Запорізького Євромайдану. На фронті з 2014 року, воював під Маріуполем, в Широкиному. Останні три місяці батальйон був виведений з лінії зіткнення. Неодружений, залишилася мати, яка втратила єдиного сина. | 15 лютого 2017  | Загинув у ніч на 16 лютого в районі міста Волноваха (Донецька область), від вогнепального поранення. Військові висловили припущення, що Леонід застрелився, але причини не знають, бачили його за півгодини до того. За даними військкомату, трагедія сталася через необережне поводження зі зброєю. Похований на Осипенківському кладовищі Запоріжжя. |
| 3574     |                  | Щербина Юрій Володимирович                                     | 16 липня 1974, Сорокине (колишній Краснодон) Луганська область. Мешкав у с. Воронине (Білопільський район) Сумська область. Старший сержант, старший оператор протитанкового відділення протитанково-кулеметного взводу 2-ї мотопіхотної роти 15 ОМПБ «Суми» 58 ОМПБр. У дитинстві переїхав з батьками до Білопільщини, у с. Крижик. Закінчив Сумське ПТУ № 11. 1995—1997 проходив службу в розвідроті. Працював автослюсарем, потім на Куянівському цукровому заводі, їздив на заробітки. Мобілізований 13.04.2014, 25 ОПДБр, учасник оборони Луганського аеропорту. Працював на будівництвах. В листопаді 2016 підписав контракт. Залишилися дружина та син. | 16 лютого 2017  | Загинув о 15:25 від кулі снайпера під час мінометного й снайперського обстрілу в районі м. Авдіївка (Донецька область). Похований в селі Крижик. |
| 3575     |                  | Прончук Тарас Вікторович (Позивний «Людоїд»)                   | 6 серпня 1997, 19 років, Хотин (Рівненський район) Рівненська область. Молодший сержант, заступник командира бойової машини — навідник-оператор 2-ї роти 1-го батальйону морської піхоти 36 ОБрМП. 2015 закінчив Рівненський технічний коледж. Призваний у листопаді 2015, підписав контракт. Залишилися мати, брати. | 16 лютого 2017  | Загинув від кульового поранення під час обстрілу ВОП між с. Водяне та окупованою Саханкою. Похований в с. Хотин. |
| 3576     |                  | Корнійко Олександр Сергійович (Позивний «Чорний»)              | 20 серпня 1994, Петрівка-Роменська Гадяцький район Полтавська область. Мешкав у м. Гадяч. Солдат, кулеметник 3-го взводу 6-ї роти 2-го парашутно-десантного батальйону 25 ОПДБр. Здобув фах водія і слюсаря. Захоплювався бойовими видами спорту. У війську з лютого 2015, підписав контракт. Залишились батьки. | 16 лютого 2017  | Загинув від вогнепального поранення у шию під час обстрілу поблизу смт Зайцеве в районі Горлівки. Похований в с. Петрівка-Роменська. |
| 3577     |                  | Сірченко Андрій Володимирович (Позивний «Примус»)              | 15 червня 1973, Краматорськ Донецька область. Доброволець батальйону ОУН. З 18.09.2015 на передовій, воював у Пісках. Волонтер БФ «Рубіж», займався телекомунікаційними мережами на позиціях. З літа 2016 офіційно, від фонду, перебував у Кримському. Залишилися мати, дружина та донька. | 17 лютого 2017  | Загинув близько 16:30 від осколкового поранення поблизу с. Кримське (Новоайдарський район), в результаті обстрілу з ПТКР. Похований в м. Краматорську. |
| 3578     |                  | Мєркулов Андрій Юрійович (Позивний «Дюс»)                      | 22 червня 1979, Ровеньки Луганська область. З 2012 мешкав у с. Миколаївка (Петропавлівський район) Дніпропетровська область. Солдат, стрілець-помічник гранатометника 1-го відділення 2-ї роти охорони батальйону охорони 55 ОАБр (колишній 39 ОМПБ «Дніпро-2»). Закінчив будівельний технікум. Строкову службу проходив у Криму. Працював на шахтах. 07.06.2015 вступив на військову службу за контрактом. Залишився син. | 18 лютого 2017  | Загинув у ніч на 19 лютого в районі міста Авдіївка, внаслідок обстрілу бліндажу. Ще четверо бійців дістали тяжких поранень. Похований в с. Миколаївка. |
| 3579     |                  | Гринчишин Максим Ігорович (Позивний «Прометей»)                | 12 травня 1979, Луцьк Волинська область. Лейтенант (посмертно), командир зенітно-ракетного взводу 1-го мехбатальйону 72 ОМБр. Захоплювався гірським туризмом. На початку 2000-х кілька років прожив за кордоном, працював у Мілані в сфері ІТ. 2009 закінчив Луцький НТУ. Працював бригадиром на Луцькому спецкомбінаті. Мобілізований 14.08.2014, в подальшому підписав контракт. Залишилась мати, брат, зведена сестра (дружина футболіста Анатолія Тимощука). | 19 лютого 2017  | Загинув від кулі снайпера під час виконання бойового завдання в районі міста Авдіївка. Похований на міському кладовищі Луцька у селі Гаразджа. |
| 3580     |                  | Делюкін Юрій Петрович                                          | 29 липня 1994, Черкаське (Новомосковський район) Дніпропетровська область. Солдат, стрілець-помічник гранатометника 5-ї роти 2-го парашутно-десантного батальйону 25 ОПДБр. 2013 закінчив Новомосковське ПТУ № 48 за фахом кухаря. З 2015 служив за контрактом, майже рік воював у зоні АТО, планував вчитись на офіцера. Залишились мати і брат. | 19 лютого 2017  | 16 лютого дістав важке вогнепальне поранення у голову від кулі снайпера поблизу смт Зайцеве. З Бахмута був доставлений санавіацією до Харкова. Помер о 5:40 19 лютого у ВМКЦ Північного регіону. Похований в с. Вільне (Новомосковський район). |
| 3581     |                  | Салаутін Сергій Віталійович                                    | 10 червня 1965, 51 рік, мешкав у с. Мирове Томаківський район Дніпропетровська область. Старший солдат, старший механік-водій 54-ї окремої механізованої бригади. Залишилися дружина та 18-річна донька. | 20 лютого 2017  | Загинув під час несення військової служби в м. Бахмут (Донецька область), обставини не уточнено. Похований в с. Мирове. |
| 3582     |                  | Тритейкін Дмитро Олександрович                                 | 7 серпня 1974, Авдіївка Донецька область. Підполковник служби цивільного захисту, начальник 15-го Державного пожежно-рятувального загону (м. Авдіївка) ГУ ДСНС у Донецькій області. Служив рятувальником з 1995 року. Випускник ДонНАБА (2001) та НУЦЗУ (2008). Служив на посадах інспектора та інженера Держпожнагляду, начальника частини, з 2015 — начальник ДПРЗ-15. | 21 лютого 2017  | 2 лютого, О 21:05 російсько-терористичними угрупованнями обстріляно район школи № 2 та стадіон «Хімік» у м. Авдіївка, де розгорнуто пункт життєзабезпечення ДСНС. Під обстріл потрапив автомобіль служби, загинув водій Сергій Горбань. Підполковник Тритейкін дістав важкі поранення у живіт, переніс 7 операцій. Помер в лікарні ім. Мечникова у Дніпрі. Похований в Авдіївці. |
| 3583     |                  | Україна                                                        | Військовослужбовець Луганського прикордонного загону Державної прикордонної служби. | 22 лютого 2017  | Останній раз прикордонника бачили напередодні ввечері, а вранці він не з'явився на службі. Було організовано пошуки, в результаті яких військовослужбовця виявили на узбіччі дороги без ознак життя, поблизу н.п. Троїцьке (Луганська область). Він загинув внаслідок підриву на вибуховому пристрої, обставини встановлюються. |
| 3584     |                  | Гуцаленко Микола Віталійович (Позивний «Кока»)                 | 19 грудня 1991, Первомайськ (Миколаївська область). Мешкав у м. Миколаїв. Молодший лейтенант, командир 2-го десантно-штурмового взводу 3-ї роти 1-го батальйону 79-ї окремої десантно-штурмової бригади. З 4-го класу школи займався у Первомайському відділенні спеціалізованої ДЮШ олімпійського резерву з веслування на байдарках і каное. 5 років навчався в Первомайську, потім продовжив навчання у Миколаєві. Майстер спорту, неодноразовий чемпіон України. Закінчив Національний університет кораблебудування імені адмірала Макарова. 2013 року вступив на військову службу за контрактом. Свої перші бої пройшов у липні 2014 року (Красний Лиман, Слов'янськ). Учасник героїчної оборони Донецького аеропорту, в листопаді 2014 підняв прапор України на даху старого терміналу ДАП (відео [Архівовано 8 березня 2017 у Wayback Machine.]). У 2015 році отримав звання молодшого сержанта, призначений головним сержантом взводу, після чого направлений до Одеси на тримісячні офіцерські курси за прискореною програмою. У 2016 три місяці навчався на аеронавідника під Харковом. Залишилися батьки, дружина та 9-місячний син. Розповіді Миколи про оборону ДАП, разом зі спогадами інших «кіборгів», увійшли до книги «АД 242. Історія мужності, братерства та самопожертви». В грудні 2015 року був нагороджений орденом «За мужність» ІІІ ст. Орденом Богдана Хмельницького ІІІ ст. нагороджений посмертно. | 23 лютого 2017  | 21 лютого о 10:15 робив обхід на позиції «Рим» поблизу с. Водяне (Ясинуватський район) Донецької області і потрапив під обстріл. В гілку дерева влучив ВОГ, Микола дістав важке осколкове поранення у скроню. В стані коми доставлений у Дніпро. Помер 23 лютого о 17:45 в реанімації обласної клінічній лікарні ім. Мечникова, не приходячи до тями. Після прощання у військовій частині Миколу поховали на Центральному кладовищі Миколаєва. |
| 3585     |                  | Добролєта Михайло Костянтинович (Позивний «Добрий»)            | 19 вересня 1992, Павлоград Дніпропетровська область. Молодший сержант, оператор 1-ї роти охорони батальйону охорони (колишній 39 ОМПБ «Дніпро-2») 55 ОАБр. Випускник ДНУЗТ (2012, бакалавр). У 2013—2015 працював на шахті «Самарська» «ДТЕК Павлоградвугілля» та в Енергоуправлінні ДТЕК. 23.06.2016 підписав контракт із ЗСУ. Залишились мати, вітчим і брат. | 23 лютого 2017  | Загинув на передових позиціях поблизу м. Авдіївка, — близько 20:15 дістав кульове поранення в шию (у сонну артерію), втратив багато крові і за півгодини помер. Похований в Павлограді. |
| 3586     |                  | Носан Юрій Миколайович                                         | 1974, Новоград-Волинський район Житомирська область. Військовослужбовець 59-ї окремої мотопіхотної бригади. | 24 лютого 2017  | Отримав поранення в голову у зоні бойових дій. Помер в реанімації Запорізької обласної клінічної лікарні. Поховання 27 лютого у Новоград-Волинському районі. |
| 3587     |                  | Пономаренко Дмитро Олександрович                               | 22 травня 1981, Чернігів. Молодший сержант, водій-електрік 550-ї окремої радіолокаційної роти (в/ч А3547) 138 РТБр. 1999—2002 служив у спецпідрозділі ВВ МВС «Барс». Працював у пожежній частині в Славутичі. Випускник ЧІІБіП МНТУ (2009, «Менеджер економічної безпеки підприємств»). 08.10.2015 вступив на військову службу за контрактом, у листопаді 2016 відряджений в зону АТО до 72 ОМБр, керував квадрокоптерами у підрозділі розвідки. Залишилися дружина і син. | 25 лютого 2017  | Загинув від кульового поранення близько 21:00, під час виконання бойового завдання поблизу смт Верхньоторецьке (Ясинуватський район). Похований в Чернігові. |
| 3588     |                  | Напрягло Роман Дмитрович (Позивний «Ріо»)                      | 14 лютого 1997, 20 років, Слов'янськ Донецька область. Матрос, радіотелеграфіст взводу зв'язку, гранатометник 1-го відділення 1-го взводу 3-ї десантно-штурмової роти 503 ОБМП 36 ОБрМП. 2016 закінчив Слов'янський коледж НАУ. Під час окупації Слов'янська 17-річний хлопець малював синьо-жовті прапори на стінах, з 2015 — член ВГО «Сокіл». Волонтером їздив на передову (ВОП «Мурашник» біля Донецького аеропорту). В липні 2016 підписав контракт. Залишились батьки і сестра. | 26 лютого 2017  | Загинув від кулі снайпера, рятуючи пораненого товариша, під час несення бойового чергування на посту в районі між смт Талаківка та окупованим с. Пікузи (колишнє Комінтернове), за 800 метрів від позицій терористів, — помер від поранення у шию дорогою до лікарні. Похований у Слов'янську. |
| 3589     |                  | Абрамітов Артур Юрійович                                       | 15 липня 1992, Суми. Солдат, гранатометник 2-ї мотопіхотної роти 15 ОМПБ «Суми» 58 ОМПБр. Захоплювався спортом, грав у футбол. Козак, чотар Сумської паланки МГО «Козацтво Запорозьке». 2014 закінчив Інститут фізичної культури СумДПУ ім. Макаренка за фахом викладача фізкультури та тренера. 30.03.2016 вступив на військову службу за контрактом. Залишились батьки. | 26 лютого 2017  | Загинув близько 18:00 на бойовому чергуванні в промзоні м. Авдіївка, від осколкових поранень у голову та груди під час мінометного обстрілу. Похований у Сумах. |
| 3590     |                  | Мокренко Сергій Вікторович (Позивний «Крук»)                   | 24 березня 1993, Шацьк Волинська область. Солдат, стрілець 3-ї роти 1-го мехбатальйону 54 ОМБр. Випускник Любомльського профліцею. Активний учасник Революції Гідності. На фронті з 2014, в складі ДУК ПС воював в Іловайську, Пісках. Займався волонтерством. Пройшов навчання в «Азові». 14.09.2016 вступив на контрактну службу. Двічі був поранений. Залишилися батьки, сестра і наречена. | 28 лютого 2017  | Загинув близько 10:00 під час мінометного обстрілу на передовій позиції на «Світлодарській дузі», поблизу смт Луганське. Похований у Шацьку. |
| 3591     |                  | Решетняк Геннадій Анатолійович                                 | 27 червня 1964, 52 роки, Луганськ. Молодший сержант, командир інженерно-позиційного відділення інженерно-саперного взводу 1-го мехбатальйону 54 ОМБр. 1991 закінчив Київській інститут харчової промисловості. Майже 20 років працював за фахом, — на луганських хлібокомбінатах, на Макаронній фабриці «МилаМ» головним технологом. Після захоплення Луганська російсько-сепаратистськими бойовиками перевіз сім'ю до Харкова. 13.06.2016 підписав контракт і пішов воювати за рідну землю. Залишились дружина та двоє дорослих дітей. | 28 лютого 2017  | Загинув внаслідок обстрілу з РПГ на передовій позиції на «Світлодарській дузі», поблизу смт Луганське. Похований у Харкові. |
| Березень |                  |                                                                | |                 | |
| 3592     |                  | Пірус Володимир Миколайович (Позивний «Художник»)              | 10 травня 1975, Стрий Львівська область. Старший солдат, механік-водій розвідувального підрозділу 24 ОМБр. Автослюсар. В серпні 2014 добровольцем пішов до війська, 27.11.2014 підписав контракт. На фронті — з січня 2015, воював в районі траси «Бахмутка», з 2016 — у Попасній. Залишились двоє дітей. | 1 березня 2017  | Загинув під час обстрілу околиць села Катеринівка (Попаснянський район) внаслідок прямого влучання ПТКР у машину, ще двоє бійців дістали поранення. Похований у Стрию. |
| 3593     |                  | Україна                                                        | Радіотелефоніст 93-ї окремої механізованої бригади, в/ч пп В2830. | 1 березня 2017  | За даними одеського видання Таймер, в ніч на 1 березня, під час вживання спиртних напоїв на спостережному пункті в селі Кримське (Новоайдарський район) Луганської області між радіотелефоністом та командиром взводу зенітно-ракетного артдивізіону виник конфлікт. Боєць взяв автомат, але офіцер його вихопив і здійснив кілька пострілів. Боєць у цей час стояв до нього спиною, від отриманих поранень помер на місці. |
| 3594     |                  | Вознюк Олександр Олегович                                      | 12 січня 1992, Тютюнники (Чуднівський район) Житомирська область. Мешкав у м. Лубни Полтавська область, до того — в м. Лохвиця. Молодший сержант, командир САУ гаубичного самохідно-артилерійського дивізіону 503 ОБМП 36 ОБрМП. Виріс в родині священика. 2011 закінчив Лохвицьке медичне училище, навчався у Глухівському НПУ. Писав вірші. На час захоплення Криму російськими військами служив у Перевальному, залишився вірним присязі. З 2014 року — на східному фронті. Залишилась донька. | 2 березня 2017  | Загинув внаслідок підриву САУ на фугасі у Приазов'ї, між смт Талаківка та окупованим с. Пікузи (колишнє Комінтернове), під час евакуації українських військових з-під обстрілу. Похований у Лубнах. |
| 3595     |                  | Клочков Сергій Валентинович                                    | 2 квітня 1987, Дорошівка (Ямпільський район, Сумська область). Мешкав у м. Харків. Солдат, командир відділення зенітно-ракетного взводу 79-ї окремої десантно-штурмової бригади. Призваний на військову службу за контрактом з м. Харкова. Залишились батьки. | 3 березня 2017  | Помер вночі у лікувальному закладі м. Дніпро від важких поранень, що отримав минулого тижня в районі міста Авдіївка (Донецька область). За словами матері, Сергій був поранений пострілом у спину, коли лежав на другому ярусі ліжка, про це він їй розповів у лікарні. Його вже виписали з палати інтенсивної терапії, але серце бійця раптово зупинилося. За повідомленням ЗМІ, військовослужбовець загинув в результаті необережного поводження зі стрілецькою зброєю з боку співслужбовця, який здійснив постріл з автомата. Похований в Дорошівці. |
| 3596     |                  | Труханський Ростислав Олександрович                            | 25 травня 1996, 20 років, Новий Розділ Львівська область. Військовослужбовець ЗСУ (підрозділ не уточнено, можливо 72-ї окремої механізованої бригади. Сирота, виховувався бабусею. Займався спортом і брейкдансом, на відкритому чемпіонаті Нового Роздолу з вуличної гімнастики здобув медаль у категорії «фрістайл». Закінчив місцевий ліцей будівництва та побуту за спеціальністю автослюсаря. Мріяв про власний автомобіль. Коли по закінченні ліцею отримав матеріальну допомогу як сирота, витратив її на придбання старенької машини. Дуже хотів стати військовим. В січні 2016 року 19-річний хлопець підписав контракт, проходив підготовку у 184-му Навчальному центрі в Старичах. Перед армією Ростик з бабусею переїхав до Білої Церкви. | 4 березня 2017  | Наприкінці лютого дістав важкі поранення в промзоні м. Авдіївка (Донецька область). Вибухом міни хлопцеві перебило обидві ноги, їх довелося ампутувати, осколками було посічене все тіло, проникаюче поранення у живіт. З мобільного шпиталю доставлений до м. Дніпро. Вранці 4 березня помер в обласній лікарні ім. Мечникова. Похований в Новому Роздолі. |
| 3597     |                  | Кияниця Роман Вікторович                                       | 10 травня 1992, Українка Обухівський район Київська область. Мешкав у м. Обухів. Солдат, кулеметник 6-ї роти 2-го мехбатальйону 72 ОМБр. Закінчив профтехучилище. З 2010 проходив строкову службу на флоті в Севастополі, на фрегаті «Гетьман Сагайдачний». 28.09.2016 вступив на військову службу за контрактом. Залишилась дружина і син. | 4 березня 2017  | Загинув о 22:05 від вогнепального поранення під час обстрілу в районі міста Авдіївка. Похований в Обухові. |
| 3598     |                  | Веремеєнко Олександр Юрійович (Позивний «Фартовий»)            | 16 липня 1996, 20 років, Новоселівка (Старобільський район) Луганська область. Матрос, гранатометник 2-го відділення 3-го взводу 1-ї роти 1-го батальйону морської піхоти 36 ОБрМП. 2015 закінчив Сєвєродонецький професійний будівельний ліцей (ВПУ № 98), заочно навчався у Рубіжанському технікумі. 29.07.2016 вступив на військову службу за контрактом, з 15 жовтня — на передовій. Батьки померли, залишилися двоє братів. | 6 березня 2017  | Загинув від кульового поранення близько 13:00 в ході тригодинного бою поблизу с. Водяне, на Маріупольському напрямку. Похований в с. Чмирівка (Старобільський район). |
| 3599     |                  | Руфімський Олексій В'ячеславович (Позивний «Старий» / «Руфа»)  | 50 років, Кочережки Павлоградський район Дніпропетровська область. Мешкав у Павлограді. Доброволець 1-ї окремої штурмової роти Добровольчого українського корпусу «Правий сектор». Останній рік весь час перебував у зоні бойових дій. Батьки померли, залишилися брат, прийомна дочка та онука. | 6 березня 2017  | Загинув від кулі снайпера в промзоні м. Авдіївка (Донецька область). З воїном попрощались у Дніпрі та Павлограді, похований в с. Кочережки. |
| 3600     |                  | Афанасьєв Олександр Сергійович                                 | 31 серпня 1989, Затемне Перемишлянський район Львівська область. Мешкав у Житомирі. Солдат, навідник танку танкового взводу танкової роти 79-ї окремої десантно-штурмової бригади, в/ч пп В4174. Походить з родини військовослужбовців. Активний учасник Революції Гідності, був у складі 9-ї сотні Самооборони Майдану. З початком російської агресії проти України пішов добровольцем до батальйону «Айдар». Навесні 2016 року вступив на військову службу за контрактом, проходив підготовку в 199-му навчальному центрі ВДВ, з серпня 2016 — у складі 79-ї бригади. Залишилась дружина, молодята одружилися 19 січня 2017 року. | 6 березня 2017  | Раптово помер від гострої серцевої недостатності під час несення служби в зоні проведення АТО. Похований в Житомирі, на міському кладовищі «Дружба». |
| 3601     |                  | Миронов Михайло Павлович                                       | 28 липня 1974, Зарічне (Вовчанський район) Харківська область. Солдат, номер розрахунку розвідувального відділення розвідувального взводу розвідувально-диверсійної роти 46 ОБСП «Донбас-Україна» 54 ОМБр. 10 років доглядав за хворою лежачою матір'ю. На початку війни мав проросійські погляди, але коли наприкінці 2014 прийшла повістка, пішов служити. Згодом підписав контракт. Неодружений. | 10 березня 2017 | Дістав смертельне поранення близько 20:00, під час масованого ворожого артобстрілу передових позицій на «Світлодарській дузі», поблизу с-ща Новолуганське. Помер о 21:00 під час медичної евакуації до шпиталю в Бахмут. Похований у с. Зарічному. |
| 3602     |                  | Дзиза Віталій Олексійович                                      | 1 жовтня 1994, Трудове Більмацький район Запорізька область. Мешкав у с. Смирнове Більмацького району. Старший матрос, старший навідник гранатометного відділення взводу вогневої підтримки 1-ї роти 501 ОБМП 36 ОБрМП. Працював будівельником. 16.06.2016 вступив на військову службу за контрактом. Залишилась дружина та донька. | 10 березня 2017 | Загинув під час обстрілу ВОП поблизу с. Гнутове на Маріупольському напрямку, — унаслідок прямого влучання в окоп снаряда 120-мм калібру дістав множинні уламкові поранення, помер за 10 хвилин на очах побратимів. Похований в с. Смирнове. |
| 3603     |                  | Голубєв Сергій Володимирович (Позивний «Голуб»)                | 24 січня 1979, Рівне. Сержант, головний сержант взводу, в.о. командира 2-го штурмового взводу 1-ї штурмової роти 24 ОШБ «Айдар» 53 ОМБр. Закінчив ВПУ (радіотехнік) та Комп'ютерну академію «Шаг» (вебдизайн). Працював вебдизайнером, розробляв рекламну продукцію. На фронті з літа 2014, 01.01.2016 підписав контракт. Залишилися дружина та двоє дітей. | 11 березня 2017 | Загинув у бою з ДРГ противника поблизу с. Березове (Мар'їнський район). Похований у Рівному. |
| 3604     |                  | Дзерин Антон Миколайович (Позивний «Пікассо»)                  | 26 листопада 1996, 20 років, Дрижина Гребля Кобеляцький район Полтавська область. Мешкав у с. Свічкареве Кобеляцького району. Старший солдат, навідник-оператор БМП, кулеметник 2-го штурмового взводу 1-ї штурмової роти 24 ОШБ «Айдар» 53 ОМБр. Захоплювався малюванням та вуличними тренуваннями (Street workout). Закінчив Професійний аграрний ліцей у Кобеляках (тракторист-машиніст). В батальйоні — з 2015, згодом підписав контракт. Залишилися мати і двоє братів. | 11 березня 2017 | Загинув у бою з ДРГ противника поблизу с. Березове (Мар'їнський район). Похований в с. Свічкареве. |
| 3605     |                  | Подколзін Євген Юрійович                                       | 19 листопада 1992, Липці Харківський район Харківська область. Молодший лейтенант, командир танкового підрозділу 54-ї окремої механізованої бригади, в/ч пп В2970. Останні місяці ніс службу за контрактом в зоні АТО. Залишились батьки, сестра. | 12 березня 2017 | Загинув вночі у с. Парасковіївка (Бахмутський район) Донецької області від кульового поранення. У бліндажі молодший сержант, який перебував у стані алкогольного сп'яніння, зробив постріл з автомата в бік свого командира, завдавши смертельного поранення голови. Похований 14 березня в рідному селі Липці. |
| 3606     |                  | Атакішиєв Сахіб Магеррам огли                                  | 8 травня 1967, Гянджа Азербайджанська РСР. З 1997 мешкав у м. Сватове Луганська область. Сержант, стрілець-помічник гранатометника гірсько-штурмового взводу 108 ОГШБ 10 ОГШБр. Випускник Азербайджанського технологічного інституту (1989, «Інженер-механік апаратів харчової промисловості»). Строкова служба — танкові війська, БРСР. У 2003—2009 — підприємець, мав магазин «Жасмін» у Сватові. 29.07.2016 підписав контракт. Залишилися дружина та четверо дітей. | 13 березня 2017 | Загинув під час виконання бойового завдання в районі міста Авдіївка від кулі снайпера, що рикошетом влучила у шию. Похований у м. Сватовому. |
| 3607     |                  | Князев Володимир Михайлович (Позивний «Кіпіш»)                 | 21 липня 1998, 18 років, Бортники (Жидачівський район) Львівська область. Військовослужбовець 24-ї окремої механізованої бригади. Виріс у багатодітній родині, мама працює у лікарні, батько — на будівництві, виховували п'ятьох дітей. Свого часу Володимир хотів стати священником, прислужував у церкві. Потім думав стати поліцейським. По закінченні 9 класу вступив у Новороздільський професійний ліцей № 5 за фахом бармена. Він обрав захист Батьківщини, мріяв стати військовим, навчатись у львівській Академії Сухопутних військ. Одразу ж по досягненні 18 років пішов боронити рідну Україну, попри вмовляння матері підписав контракт, у війську — з 30 серпня 2016 року. На Яворівському полігоні пройшов підготовку на гранатометника. На фронті був у складі екіпажу БМП-2. Залишилися батьки, троє братів і сестра. | 13 березня 2017 | Загинув від поранення у голову під час виконання завдань військової служби в Луганській області. Похований в Бортниках з усіма військовими почестями, у почесній варті були 40 курсантів Академії Сухопутних військ, які прибули зі Львова. |
| 3608     |                  | Стаценко Геннадій Анатолійович                                 | 1969, Городня Чернігівська область. Молодший сержант, мінометник 93-ї окремої механізованої бригади, в/ч пп В2830. Мобілізований в серпні 2014 року, після понад року служби повернувся додому, а з червня 2016 проходив службу за контрактом на Луганщині. Залишилися дружина та двоє дорослих дітей, дочка і син. | 15 березня 2017 | Помер від хвороби під час несення військової служби в Лисичанську (Луганська область). Поховання 18 березня в Городні. |
| 3609     |                  | Яворський Микола Васильович                                    | 9 грудня 1982, Поворськ Ковельський район Волинська область. Солдат, головний сержант — командир міномету мінометної батареї 14 ОМБр. Працював у луцькому СІЗО, у дитячій виправній колонії м. Ковель, служив у комендатурі авіаційного полігону в Поворську, в/ч А1547. У січні 2016 підписав контракт в 14 ОМБр. Залишились дружина та двоє синів. | 16 березня 2017 | Загинув о 20:25 під час виконання бойових задач поблизу с. Лобачеве (Новоайдарський район) в результаті вибуху міномета М120-15 «Молот» і детонації боєкомплекту. Двоє військовослужбовців загинули, 7 дістали поранення. Похований в Поворську. |
| 3610     |                  | Грабарчук Микола Олегович («Кока»)                             | 7 серпня 1996, 20 років, Печеське Красилівський район Хмельницька область. Солдат, номер розрахунку мінометної батареї 14 ОМБр. Закінчив Хмельницьке Хмельницьке ВПТУ № 4 (2015, «муляр-штукатур»). Працював з батьками у селі на будівельних роботах. У вересні 2016 вступив на військову службу за контрактом. Залишились батьки, сестра. | 16 березня 2017 | Загинув о 20:25 під час виконання бойових задач поблизу с. Лобачеве (Новоайдарський район) в результаті вибуху міномета М120-15 «Молот» і детонації боєкомплекту. Похований в с. Печеське. |
| 3611     |                  | Денега Вадим Васильович                                        | 14 липня 1974, Івано-Франківськ. Кулеметник 95-ї окремої десантно-штурмової бригади. Служив за контрактом в 114-ій бригаді тактичної авіації, півроку тому був відряджений до 95-ї бригади. Воював під Горлівкою, Авдіївкою. Півтора року тому у ДТП на Коломийщині загинула 16-річна донька Вадима. | 16 березня 2017 | Загинув (помер) під час виконання обов'язків військової служби, місце й обставини не уточнено. Похований на міському кладовищі Івано-Франківська у Чукалівці. За інформацією видання «Таймер», 16 березня у Слов'янську (Донецька область) в санаторії «Ювілейний», де розташована 95-та ОДШБр, у кімнаті зберігання зброї, був знайдений застрелиним боєць 2-го батальйону. За версією поліції військовослужбовець покінчив життя самогубством. |
| 3612     |                  | Кушнір Дмитро Анатолійович (Позивний «Лис»)                    | 18 травня 1970, Дніпро. Солдат, старший навідник гранатометного взводу 93 ОМБр. У 2015—2016 служив за мобілізацією, в січні 2017 підписав контракт. Залишились дружина та донька. | 17 березня 2017 | Загинув внаслідок підриву на вибуховому пристрої з «розтяжкою» поблизу с. Кримське (Новоайдарський район), під час перевірки території вздовж берега р. Сіверський Донець. Похований на Краснопільському цвинтарі м. Дніпро. |
| 3613     |                  | Галайчук Леонід Леонідович (Позивний «Угрюмий»)                | 18 вересня 1991, Обжиле Балтська міська громада Одеська область. Сержант, командир відділення гранатометного взводу 2-ї десантно-штурмової роти 501ОБМП 36 ОБрМП. Працював на будівництві, у 2010—2011 пройшов строкову службу в зенітно-ракетних військах. 2014—2015 служив у прикордонних військах ДПСУ за мобілізацією. Навесні 2015 підписав контракт у морській піхоті. Залишились батьки і сестра. | 17 березня 2017 | Загинув від осколкового поранення у голову внаслідок розриву міни, під час обстрілу спостережного посту біля с. Водяне у Приазов'ї. Похований в с. Обжиле. |
| 3614     |                  | Кондратюк Олексій Володимирович                                | 5 липня 1995, Пісків Костопільський район Рівненська область. Мешкав у м. Костопіль. Матрос, навідник гранатометного відділення взводу вогневої підтримки 2-ї десантно-штурмової роти 501ОБМП 36 ОБрМП. 2012 закінчив Сарненський професійний аграрний ліцей. Працював слюсарем-сантехніком. У травні 2016 вступив на військову службу за контрактом. Залишилися дружина і син. | 17 березня 2017 | Загинув від осколкового поранення внаслідок розриву міни, під час обстрілу спостережного посту біля с. Водяне у Приазов'ї. Похований в Костополі. |
| 3615     |                  | Ілюшко Ігор Михайлович                                         | 10 лютого 1989, Чорноземне (Якимівський район) Запорізька область. Старший солдат, головний сержант — командир гармати 92 ОМБр. 2007 закінчив Мелітопольський профліцей залізничного транспорту. Працював в локомотивному депо Нижньодніпровськ-Вузол помічником машиніста, бригадиром бригади слюсарів. 29.03.2016 призваний на військову службу за контрактом. Залишилися громадянська дружина і двоє синів. | 17 березня 2017 | Загинув внаслідок обстрілу поблизу міста Мар'їнка. Похований в с. Чорноземне. |
| 3616     |                  | Костін Андрій Андрійович                                       | 12 серпня 1997, 19 років, Костянтинівка Донецька область. Солдат 54-ї окремої механізованої бригади, в/ч пп В2970. Закінчив Костянтинівський професійний ліцей. Займався боксом, грав на гітарі. В березні 2016 року 18-річний юнак став на захист рідної Донеччини, підписавши контракт на військову службу. Єдина дитина у батьків. | 18 березня 2017 | Загинув в с. Відродження (Бахмутський район) Донецької області, від кульових поранень у голову та легені, що несумісні з життям. Похований у Костянтинівці. |
| 3617     |                  | Чернецький В'ячеслав Йосипович                                 | 16 червня 1994, Мурафа (Шаргородський район) Вінницька область. Матрос, навідник 1-ї десантно-штурмової роти 503 ОБМП 36 ОБрМП. 2013 закінчив Вище художнє профтехучилище № 5 м. Вінниця. З 2013 перебував на військовій службі за контрактом, з 14.04.2016 у морській піхоті. Залишились батьки. | 20 березня 2017 | Вранці поблизу с. Водяне у Приазов'ї українські захисники відбили напад ДРГ і в ході контратаки зайняли позицію противника біля окупованого с. Пікузи, але через масований обстріл з важкої артилерії, мінометів та РСЗВ БМ-21 «Град» не змогли закріпитись і відійшли. Під час боїв загинули два українських морпіха, 5 поранені. Тіла загиблих вдалося забрати у бойовиків лише 23 березня. Похований в с. Мурафа. |
| 3618     |                  | Полєвий Дмитро Олександрович                                   | 2 лютого 1980, Дніпро (жилмасив «Тополя-2»). Старший матрос, старший стрілець 1-ї десантно-штурмової роти 503 ОБМП 36 ОБрМП. Займався боді-білдінгом, боксом, дзюдо. Закінчив ПТУ №20 (газоелектрозварювальник), Дніпропетровський Технікумі економіки та бізнесу (2005, заочно, товарознавець-комерсант). 16.06.2016 вступив на військову службу за контрактом. Залишилась донька. | 20 березня 2017 | Вранці поблизу с. Водяне у Приазов'ї українські захисники відбили напад ДРГ і в ході контратаки зайняли позицію противника біля окупованого с. Пікузи, але через масований обстріл з важкої артилерії, мінометів та РСЗВ БМ-21 «Град» не змогли закріпитись і відійшли. Під час боїв загинули два українських морпіха, 5 поранені. Тіла загиблих вдалося забрати у бойовиків лише 23 березня. Похований на Краснопільському кладовищі Дніпра. |
| 3619     |                  | Бондар Руслан Васильович                                       | 27 червня 1978, Крижопіль Вінницька область. Прапорщик, механік-водій (БМП-2) 2-го механізованого батальйону 30 ОМБр. 1997 закінчив Заболотненське ВПТУ № 31 за фахом «повар-кондитер». З 1997 на військовій службі, 1999 закінчив школу прапорщиків в «Десні», служив у 15 БрТА, технік лабораторії центру обробки інформації. У вересні 2016 відряджений до 30 ОМБр в зону бойових дій. Залишилися мати і брат. | 20 березня 2017 | Загинув о 14:27 від кулі снайпера поблизу смт Новотроїцьке (Волноваський район). Похований у Крижополі. |
| 3620     |                  | Новосільський Ярослав Вікторович                               | 4 серпня 1992, Скотареве Шполянський район Черкаська область. Військовослужбовець 92 ОМБр. Служив в районі м. Мар'їнка. Залишились батьки. | 20 березня 2017 | Помер від менінгіту в Харківському військовому госпіталі. Похований в рідному селі. |
| 3621     |                  | Томашук Олег Володимирович                                     | 5 серпня 1994, Біла Церква Київська область. Військовослужбовець 72-ї окремої механізованої бригади. З 2008 по 2009 навчався у Київському військовому ліцеї, з 2012 по 2014 — в коледжі НПУ ім. Драгоманова. Працював кальянником, вантажником на «Новій пошті». В зоні АТО ніс службу в районі Авдіївки. Залишились батьки і брат. | 21 березня 2017 | За повідомленнями в ЗМІ, "трагічно загинув 20 березня в зоні АТО, обставини не уточнено". Насправді був застрелений 21 березня начальником відділення зв'язку штабу бригади майором Віталієм Вінником за те, що військовий днем раніше виклав в свій інстаграм відео, на яке потрапили позиції ЗСУ біля Авдіївки. Відео розійшлось по ресурсах противника і набуло резонансу - командування бригади в грубій формі висловило майору неприпустимість таких вчинків його підлеглих і він вирішив власноруч знайти і покарати винних. Свій постріл Вінник пояснив "миттєвим психологічним фактором". 27.08.2021 року, вироком суду Вінника було засуджено до 5 років позбавлення волі. 08.12.2021 року, Донецький апеляційний суд, скасував вирок Красноармійського міськрайонного суду Донецької області в частині призначеного військовослужбовцю покарання у виді 5 років позбавлення волі, ухваливши в цій частині новий вирок, яким визнав останнього винним в умисному вбивстві (ч. 1 ст. 115 КК України) та призначив більш суворе покарання у виді 8 років позбавлення волі . Похований у м. Біла Церква. |
| 3622     |                  | Шматко Дмитро Ігорович                                         | 22 вересня 1994, Токівське Апостолівський район Дніпропетровська область. Солдат, механік-водій 184 НЦ НАСВ. Відряджений в зону АТО до 72 ОМБр, стрілець-помічник гранатометника. Залишився батько. Після смерті Дмитра народився син. | 22 березня 2017 | Загинув внаслідок обстрілу ВОП поблизу м. Авдіївка. Похований у с. Токівське. |
| 3623     |                  | Подрєзов Роман Миколайович                                     | 7 листопада 1977, Слов'янськ Донецька область. Прапорщик, технік радіолокаційної системи посадки літаків вузла зв'язку та радіотехнічного забезпечення 85-ї повітряної комендатури Повітряного командування «Схід». Служив на аеродромі Краматорська. | 22 березня 2017 | Передчасно помер під час несення служби у Краматорську. Похований на кладовищі «Смольне» м. Слов'янськ. |
| 3624     |                  | Маленко Олександр Андрійович                                   | 16 березня 1984, Кривий Ріг Дніпропетровська область. Солдат, стрілець-помічник гранатометника 1-ї механізованої роти 1-го механізованого батальйону «Хижак» 17 ОТБр. Закінчив Криворізьке ПТУ №29 за фахом зварювальника. Працював на ЦГЗК, по тому — в охороні КП «Швидкісний трамвай». Вступив на військову службу за контрактом. Залишилася мати. | 24 березня 2017 | Загинув від осколкових поранень в результаті мінометного обстрілу поблизу с. Новозванівка — с. Троїцьке (Попаснянський район). Похований у Кривому Розі. |
| 3625     |                  | Павлів Володимир Віталійович (Позивний «Огоньок»)              | 6 грудня 1974, Львів. Сержант, гранатометник-кулеметник, командир відділення розвідувального взводу механізованого батальйону 24 ОМБр. Строкова служба — НГУ, 1993—1994. Понад 10 років жив у Західній Європі. 2015—2016 воював у складі 34 ОМПБ, з грудня 2016 — на військовій службі за контрактом в 24 ОМБр. Залишилися батьки, брат, сестра. | 24 березня 2017 | Загинув близько 17:00 від осколкового поранення голови внаслідок обстрілу ВОП поблизу с. Новоолександрівка (Попаснянський район). Похований на Личаківському цвинтарі. |
| 3626     |                  | Селін Іван Васильович (Позивний «Кок»)                         | 5 січня 1987, Підгородне Дніпровський район (Дніпропетровська область). Командир бойової машини 3-го механізованого батальйону 93-ї окремої механізованої бригади. Закінчив Дніпровське ПТУ № 2, де здобув фах «машиніст тепловоза». З 2006 по 2012 працював на Нижньодніпровському трубопрокатному заводі групи «Інтерпайп» машиністом електромостового крану. Потім — робота кранівника на металобазі «АВметалург», трохи працював і на кондитерській фабриці. В листопаді 2015 підписав контракт на військову службу. Отримав військову спеціальність «механік-стрілець». Влітку 2016-го став командиром БТР. Воював на Донеччині у Зайцевому, на Луганщині в Кримському. Залишилися мати і дружина з її маленькою донькою. | 24 березня 2017 | Загинув в зоні АТО, місце й обставини не уточнено. Похований у м. Підгородне. |
| 3627     |                  | Білоцерковець Микола Анатолійович (Позивний «Тихий»)           | 17 лютого 1991, Харків. Військовослужбовець 25-го окремого мотопіхотного батальйону «Київська Русь» 54-ї ОМПБр. Залишилися мати і молодший брат. | 26 березня 2017 | В ніч на 22 березня до м. Дніпра гелікоптером доправили чотирьох військових, які постраждали внаслідок пожежі у будинку в с. Троїцьке (Попаснянський район) Луганської області. За словами лікарів, за характером уражень бійці постраждали від вибуху у закритому приміщенні, після якого зайнялася пожежа. Микола був у найтяжчому стані, — 70% опіків тіла, тяжкі опіки органів дихання. Перебував в реанімації, підключений до апарату штучної вентиляції легенів. Помер 26 березня о 6:30 в опіковому відділенні 2-ї міської лікарні Дніпра. Похований на Алеї Слави 18-го кладовища Харкова. |
| 3628     |                  | Волошин Євгеній Петрович                                       | 18 вересня 1978, Горішні Плавні Полтавська область. Підполковник, командир екіпажу гелікоптера Мі-2, заступник командира вертолітної ескадрильї 18 ОБрАА. 1999 закінчив ХНУПС. Миротворець (Африка). Виконував завдання в зоні АТО. Залишилися дружина і син. | 26 березня 2017 | Загинув в результаті авіакатастрофи військового гелікоптеру Мі-2, яка сталася біля с. Малинівка (Слов'янський район), в 13 км від аеродрому м. Краматорська, внаслідок зіткнення з ЛЕП. Загинули 5 офіцерів ЗСУ, — 3 члени екіпажу і 2 пасажири. Похований у Горішніх Плавнях. |
| 3629     |                  | Мовчан Дмитро Васильович                                       | 12 лютого 1978, Рокитне (Кременчуцький район) Полтавська область. Мешкав у м. Кременчук. Капітан, другий пілот гелікоптеру Мі-2, льотчик-штурман вертолітної ескадрильї 18 ОБрАА. 1999 закінчив Кременчуцький льотний коледж НАУ. З 2012 служив за контрактом штурманом 16 ОБрАА. Від початку бойових дій виконував завдання в зоні АТО, на вертольоті Мі-24. 2015 перевівся до 18-ї бригади. Залишились батьки, брат. | 26 березня 2017 | Загинув в результаті авіакатастрофи військового гелікоптеру Мі-2, яка сталася біля с. Малинівка (Слов'янський район), в 13 км від аеродрому м. Краматорська, внаслідок зіткнення з ЛЕП. Похований в с. Рокитне. |
| 3630     |                  | Кандул Роман Григорович                                        | 9 липня 1983, Семенівка Полтавська область. Старший лейтенант, бортавіатехнік екіпажу гелікоптера Мі-2 вертолітної ескадрильї 18 ОБрАА. 2005 закінчив ХНУПС. З 2009 служив у 831 БрТА. 2015 перевівся до 18-ї бригади. Захоплювався масштабним моделюванням, був консультантом проекту Aviation Fans' Shop (сувенірна продукція на авіаційну тематику). Залишились дружина та двоє дітей. | 26 березня 2017 | Загинув в результаті авіакатастрофи військового гелікоптеру Мі-2, яка сталася біля с. Малинівка (Слов'янський район), в 13 км від аеродрому м. Краматорська, внаслідок зіткнення з ЛЕП. Похований в смт Семенівка. |
| 3631     |                  | Мельник Валерій Іванович                                       | 23 червня 1966, 50 років, Радомишль Житомирська область. Полковник, начальник управління організаційно-планового та експлуатації — заступник начальника Центрального автомобільного управління Озброєння Збройних сил України. Закінчив з відзнакою КВТІУ (1988) та НАОУ (2003). Служив в Групі радянських військ у Німеччині. Після розпаду СРСР продовжив службу в Україні: начальник автослужби Центру забезпечення Міноборони, заступник командира полку з озброєння, начальник відділу ГУ оперативного забезпечення ЗСУ, начальник управління ОПЄ. Має близько 20 нагород і відзнак. Виконував обов'язки начальника Озброєння штабу АТО. | 26 березня 2017 | Загинув в результаті авіакатастрофи військового гелікоптеру Мі-2, яка сталася біля с. Малинівка (Слов'янський район), в 13 км від аеродрому м. Краматорська, внаслідок зіткнення з ЛЕП. Загинули 5 офіцерів ЗСУ, — 3 члени екіпажу і 2 пасажири. Похований в Радомишлі. |
| 3632     |                  | Калитич Віктор Михайлович                                      | 27 червня 1963, 53 роки, Чоп Закарпатська область. Мешкав у м. Львів. Полковник, начальник відділу ремонту ракетно-артилерійського озброєння (РАО) управління експлуатації, ремонту та технічної підготовки Центрального ракетно-артилерійського управління Озброєння Збройних сил України. Служба: 1985—1992 — Група радянських військ у Німеччині, Далекосхідний ВО (Хабаровськ); 1995—2005 — ОК «Захід» (Україна), начальник відділу забезпечення служби РАО. З 2005 — військовий пенсіонер. З 2008 — старший науковий співробітник Наукового центру НАСВ. З січні 2015 служив на Яворівському полігоні, потім в Озброєнні. Залишилися дружина, донька, онук. | 26 березня 2017 | Загинув в результаті авіакатастрофи військового гелікоптеру Мі-2, яка сталася біля с. Малинівка (Слов'янський район), в 13 км від аеродрому м. Краматорська, внаслідок зіткнення з ЛЕП. Загинули 5 офіцерів ЗСУ, — 3 члени екіпажу і 2 пасажири. Похований на Личаківському цвинтарі. |
| 3633     |                  | Козарук Петро Михайлович                                       | 24 травня 1977, Турка Коломийський район Івано-Франківська область. Мешкав у с. Райгородок (Бердичівський район) Житомирська область. Старший сержант, командир гарматного розрахунку — командир відділення 72 ОМБр. Працював на сезонних роботах по Україні. З 24.04.2015 по 04.07.2016 служив за мобілізацією в зенітному дивізіоні 57 ОМПБр, в районі Горлівки. 01.12.2018 підписав контракт. Дружина — санінструктор 72 ОМБр. Залишилось двоє дітей від першого шлюбу. | 26 березня 2017 | Загинув близько 17:30 внаслідок мінометного обстрілу опорного пункту у промисловій зоні міста Авдіївка. Розрахунок ЗУ-23-2 на автомобілі ГАЗ-66 виїхав на бойове завдання — збити ворожий безпілотник, але потрапив під обстріл. Коли бійці почали спускатись в укриття, міна калібру 120 мм влучила у бліндаж. Похований в с. Райгородок. |
| 3634     |                  | Тимченко Олексій Степанович                                    | 25 серпня 1994, Стеблів Корсунь-Шевченківський район Черкаська область. Солдат, стрілець-навідник 72 ОМБр. Закінчив Корсунь-Шевченківський професійний ліцей за фахом «автослюсар, водій». Працював на пилорамі та цегляному заводі. У війську — з серпня 2016, пройшов підготовку в 169 НЦ «Десна» і підписав контракт на 3 роки. Залишились батьки, сестри. | 26 березня 2017 | Загинув близько 17:30 внаслідок мінометного обстрілу опорного пункту у промисловій зоні міста Авдіївка. Розрахунок ЗУ-23-2 на автомобілі ГАЗ-66 виїхав на бойове завдання — збити ворожий безпілотник, але потрапив під обстріл. Коли бійці почали спускатись в укриття, міна калібру 120 мм влучила у бліндаж. Похований в смт Стеблів. |
| 3635     |                  | Мосійчук Сергій Олександрович                                  | 22 лютого 1997, 20 років, Корець Рівненська область. Солдат, старший сапер 72 ОМБр. Закінчив ВПУ №24 м. Корець за фахом електрика. Захоплювався технікою. В січні 2016 вступив на військову службу за контрактом. Залишилися батьки, сестра і брат. | 26 березня 2017 | Загинув близько 17:30 внаслідок мінометного обстрілу опорного пункту у промисловій зоні міста Авдіївка. Розрахунок ЗУ-23-2 на автомобілі ГАЗ-66, яким керував солдат Мосійчук, виїхав на бойове завдання — збити ворожий безпілотник, але потрапив під обстріл. Коли бійці почали спускатись в укриття, міна калібру 120 мм влучила у бліндаж. Похований в Корці. |
| 3636     |                  | Писаренко Владислав В'ячеславович (Позивний «Растішка»)        | 16 липня 1995, Донецьк. Солдат, гранатометник штурмового відділення штурмового взводу 1-ї штурмової роти 46 ОПСП «Донбас-Україна» 54 ОМБр. Належав до спільноти ультрас ФК «Шахтар». Студент 2-го курсу ДНМУ, спеціальність «Стоматологія». У квітні 2015 добровольцем пішов у полк НГУ «Азов». На початку серпня 2016 перейшов до батальйону ЗСУ «Донбас-Україна». Батьки залишились на окупованій території. | 27 березня 2017 | Загинув близько 13:00, під час виконання бойового завдання з обстеження території поблизу селища Новолуганське (Світлодарська дуга), внаслідок підриву на вибуховому пристрої з «розтяжкою». |
| 3637     |                  | Наріжний Максим Сергійович (Позивний «48-й»)                   | 28 грудня 1995, Яблучне (Великописарівський район) Сумська область. Мешкав у м. Суми. Солдат, стрілець-санітар штурмового відділення штурмового взводу 1-ї штурмової роти 46 ОПСП «Донбас-Україна» 54 ОМБр. Футболіст, 49 ігор в ДЮФЛ за сумські команди. Студент СумДПУ ім. Макаренка. 2015 перейшов на заочну форму навчання і підписав контракт на військову службу. Залишились батьки. | 27 березня 2017 | Загинув близько 13:00, під час виконання бойового завдання з обстеження території поблизу селища Новолуганське (Світлодарська дуга), внаслідок підриву на вибуховому пристрої з «розтяжкою». Похований в Сумах. |
| 3638     |                  | Лисенко Вадим Анатолійович (Позивний «Зомбі»)                  | 7 вересня 1961, 55 років, Дніпро. Матрос, санінструктор роти вогневої підтримки 130 ОРБ. В батальйоні служив за контрактом з лютого 2015, пройшов бої в Кримському, Попасній. Залишились мати і дружина — волонтер. | 28 березня 2017 | Помер вночі під час чергування в медпункті, через зупинку серця. Похований у м. Дніпро. |
| 3639     |                  | Єгоренко Володимир Володимирович                               | 19 травня 1966, 50 років, Одеса (район Слобідка). Солдат, водій-номер обслуги батальйону охорони (колишній 6 ОМПБ «Збруч») 44 ОАБр. Все життя працював водієм. У 2014—2015 служив за мобілізацією. За півроку після демобілізації підписав контракт. Залишилися дружина та двоє дітей. | 29 березня 2017 | Близько 17:00, під час доставлення боєприпасів та інженерного обладнання на а/м ГАЗ-66, потрапив під мінометний обстріл поблизу с. Троїцьке (Попаснянський район). Внаслідок прямого влучення міни дістав численних осколкових та вогнепальних поранень, помер у шпиталі. Похований в Одесі. |
| 3640     |                  | Вельможко Антон Миколайович                                    | 7 січня 1989, Запоріжжя (Заводський район міста). Солдат, навідник-номер обслуги 54 ОМБр. Працював у ПрАТ «Запоріжвогнетрив», вогнетривник, цех ремонту промобладнання. 2015—2016 проходив службу за мобілізацією, 14.12.2016 підписав контракт. Залишились мати і брат. | 29 березня 2017 | Загинув від осколкового поранення в результаті мінометного обстрілу ВОП поблизу смт Луганське на «Світлодарській дузі». Похований в Запоріжжі. |
| 3641     |                  | Кубішин Богдан Ігорович                                        | 9 серпня 1997, 19 років, Довгомостиська Мостиський район Львівська область. Солдат, стрілець-помічник гранатометника 24-ї окремої механізованої бригади. Виріс у багатодітній родині. Закінчив Довгомостиський НВК, потім - Вище професійне училище №20 міста Львів за спеціальністю «Електромеханік з ремонту та обслуговування лічильно-обчислювальних машин». Після закінчення навчання працював в Товаристві з обмеженою відповідальністю «Бадер Україна». 20 жовтня 2016 року вступив на військову службу за контрактом. Залишилися мати, вітчим, чотири сестри та два брати. Двоє братів Богдана, військовослужбовці-контрактники, також служать на Сході України. | 29 березня 2017 | Помер від кульового поранення голови у військово-медичному клінічному центрі м. Харків, куди був доставлений вранці 26 березня з Попаснянського району Луганської бласті. Наскрізне вогнепальне поранення голови з пошкодженням головного мозку. За попередніми даними, хлопець намагався покінчити життя самогубством. Попаснянським райвідділом поліції відкрите провадження за статтею «Порушення правил поводження зі зброєю». Похований в с. Довгомостиська. |
| 3642     |                  | Педак Олександр Анатолійович (Позивний «Шао-Лінь»)             | 4 квітня 1959, 57 років, Запоріжжя (Комунарський район міста). Старший солдат, старший навідник мінометної батареї 1-го мехбатальйону 72 ОМБр. Займався дзюдо. Мобілізований у лютому 2015 як доброволець, підписав контракт до закінчення особливого періоду. Залишилися дружина, двоє дітей, онук. | 30 березня 2017 | Загинув близько 18:00 в промзоні м. Авдіївка в результаті вибуху міномета М120-15 «Молот» під час бою. Похований у Запоріжжі. |
| 3643     |                  | Новохатько Олег Олександрович                                  | 1 січня 1992, Сердюківка Смілянський район Черкаська область. Солдат, навідник мінометної батареї 1-го мехбатальйону 72 ОМБр. Випускник ЧДТУ (2013, факультет комп'ютеризованих технологій машинобудування і дизайну, інженер-механік). Працював у СГП «Сердюківка». Навесні 2016 підписав контракт. Залишились батьки, двоє братів. | 30 березня 2017 | Загинув близько 18:00 в промзоні м. Авдіївка в результаті вибуху міномета М120-15 «Молот» під час бою. Похований в с. Сердюківка. |
| 3644     |                  | Сумський Дмитро Михайлович (Позивний «Шаман»)                  | 24 вересня 1974, Калінінград, РРФСР. З 1987 року мешкав у м. Києві (Дніпровський район міста). Доброволець розвідувального підрозділу «Санта» ДУК ПС. Музикант, колишній гітарист київського рок-гурту «Inferno» (у 1990-х). На війні з 2014. Воював під Донецьком, у Пісках, в лютому 2016 одним із перших заходив на промзону Авдіївки. Залишились сестра, брат, цивільна дружина. | 30 березня 2017 | Загинув близько 18:00 в промзоні м. Авдіївка в результаті вибуху міномета М120-15 «Молот» під час бою. Похований на Лісовому цвинтарі Києва. |
| 3645     |                  | Капралов Володимир Васильович                                  | 8 липня 1981, Вільнянськ Запорізька область. Старший солдат, гранатометник 92 ОМБр. Працював на підприємствах ТОВ НВП «РІСТ», «Агрошляхбуд», молокозаводі, ТСЦ «Простор». До війни працював будівельником, їздив на заробітки до РФ. 2015 мобілізований як доброволець у 37 ОМПБ «Запоріжжя», в лютому 2017 підписав контракт у 92 ОМБр. Залишився син. | 31 березня 2017 | 12 березня дістав численні осколкові поранення голови, тулуба та кінцівок внаслідок обстрілу поблизу м. Мар'їнка, закривши собою двох побратимів. Перебував у стані коми в лікарні ім. Мечникова у Дніпрі, 9 годин тривала операція з видалення осколків. Помер 31 березня. Похований у Вільнянську. |
| 3646     |                  | Хараберюш Олександр Іванович (Позивний «Душман» / «Хара»)      | 13 жовтня 1977, Донецьк. Полковник, заступник начальника головного відділу контррозвідки Управління Служби безпеки України в Донецькій області. Кандидат юридичних наук, за його співавторством вийшло кілька наукових робіт за правоохоронною тематикою. З початком АТО переїхав із сім'єю до Маріуполя. На рахунку офіцера СБУ близько 80 затримань російських агентів і терористів, за його участі було затримано диверсійну групу «Мангуста», яка 9 травня 2014 року здійснила збройний напад на маріупольській відділ міліції. Глава СБУ Василь Грицак назвав полковника Хараберюша одним з найкращих контррозвідників в Україні. Залишилися батьки, дружина та двоє дітей, молодшій доньці – два роки. Прим. Батько Олександра Хараберюша, Іван Федорович Хараберюш, — доктор юридичних наук, професор кафедри права та публічного адміністрування Маріупольського державного університету. | 31 березня 2017 | Загинув о 08:35 в Центральному районі м. Маріуполь (Донецька область), неподалік ринку «Едельвейс», в результаті вибуху автомобіля Тойота Ленд Крузер. Підрив автомобіля попередньо кваліфіковано як терористичний акт, пов'язаний з професійною діяльністю загиблого. 2 квітня з офіцером СБУ попрощались в Маріуполі, похований на Центральній алеї Старокримького кладовища. |

## Втрати силових структур в тилу під час війни
Левченко Євген Миколайович, 10 вересня 1986, Володимирівка Волноваський район Донецька область. Мешкав у с. Верхня Терса Гуляйпільський район Запорізька область. Сержант, командир відділення 30-ї ОМБр. 1992 року переїхав з батьками на Гуляйпільщину. Після строкової армійської служби працював у правоохоронних органах Бердянська. Мобілізований влітку 2014 року. Після року служби повернувся додому, а 27 січня 2016 підписав контракт. Учасник бойових дій в зоні АТО. 12 січня 2017 під час перебування у реабілітаційній відпустці в місті Бердянськ (Запорізька область) військовослужбовець зник, за два дні його тіло знайшли та упізнали в морзі. За попередніми даними, помер через відрив тромбу. Похований 15 січня в с. В. Терса. Залишилися батьки, дружина та 6-річна донька від першого шлюбу.
 Поле Константин Васильович,  1971, Обухів Київська область. Капітан, офіцер по роботі з особовим складом військової частини морської піхоти. Перебував на військовій службі з серпня 1988 по лютий 1999 року. 20 травня 2014 знову пішов у військо захищати Батьківщину, після року служби демобілізувався, але у березні 2016 повернувся в зону бойових дій. 14 січня 2017 помер на шляху додому в поїзді, раптово зупинилось серце. Похований на міському кладовищі Обухова.
 Надточеєв Олександр Олександрович, 24 серпня 1984, Нікополь Дніпропетровська область. Військовослужбовець 34-го ОМПБ «Батьківщина» 57-ї ОМПБр. Мобілізований 2015 року, учасник АТО, в подальшому проходив військову службу за контрактом у Запорізькій області. Загинув 15 січня 2017 під час несення військової служби в Запорізькій області. Похований в Нікополі. Залишились молодша сестра, донька. Прим. За повідомленнями ЗМІ, 15 січня в місті Приморськ (Запорізька область), у місці дислокації в/ч (база відпочинку), близько 19:30 32-річний військовослужбовець 34-го батальйону отримав вогнепальне поранення з пістолета, помер до приїзду «швидкої».
 Новоселов Євген Дмитрович (позивний «Веселий»), 27 січня 1987, Івано-Франківськ. Мешкав у м. Кропивницький. Заступник командира групи 7-ї роти 3-го загону 3 ОПСпП. Служив в армії більше 8 років. Учасник бойових дій. Невдовзі мав знову їхати на ротацію в зону АТО. 17 січня 2017 вранці повинен був прибути у розташування військової частини в місті Кропивницький, але не з'явився. Повісився, тіло в камуфляжній формі знайшли у Парку Космонавтів. Залишилася дружина і 3-річний син.
 Шарапов Олександр Анатолійович, 1 квітня 1972, Василівка (Каховський район) Херсонська область. Старший сержант, командир відділення — командир бойової машини (БРДМ) 21-го ОМПБ «Сармат» 56-ї ОМПБр. 1 лютого 2017, перебуваючи у відпустці на Херсонщині, помер від серцевого нападу. Похований в с. Василівка.
 Пухно Дмитро Сергійович, 29 листопада 1978, Мелітополь Запорізька область. Капітан, військовослужбовець 23-го ОМПБ «Хортиця» 56-ї ОМПБр. Виріс в родині військового, батько — підполковник запасу, рідний брат — теж офіцер. Закінчив Львівський військовий ліцей та Одеський інститут сухопутних військ. Був розподілений на посаду командира взводу в один з підрозділів, через три роки звільнений за скороченням штату. У вересні 2016 року уклав контракт із ЗСУ. Перебуваючи у відпустці, отримав черепно-мозкову травму, в ніч на 19 січня 2017 року доставлений у Приазовську районну лікарню, звідки санавіацією перевезений до Мелітопольської міської лікарні № 1, пізніше — в Запорізьку обласну лікарню. Після операції перебував у комі, 17 лютого 2017 помер, не приходячи до тями. Похований на центральній алеї Нового кладовища Мелітополя. Без батька залишилась 9-річна дитина.
 Максюков В'ячеслав Леонідович (Позивний «Друїд»), 25 квітня 1981, Ізмаїл Одеська область. Молодший сержант, санінструктор відділення аеромобільно-десантної роти. Був військовослужбовцем Лощинівської в/ч, останнім часом ніс службу за контрактом у 90-й окремому аеромобільному батальйоні. Звідти був відряджений на навчання у Житомирську область. 13 лютого 2017, на загальновійськовому полігоні ВДВ в Житомирській області, під час проведення ротних тактичних навчань з бойовою стрільбою дістав важке вогнепальне поранення у голову. 18 лютого 2017 помер в Житомирській Обласній клінічній лікарні. Відкрито кримінальне провадження за статтею про порушення правил поводження зі зброєю. Тіло доправлене на поховання в Ізмаїл. Залишилися дружина та 10-річний син.
 Олефір Олександр Олександрович (Позивний «Санич»), 16 липня 1980, Петрівка (Зіньківський район) Полтавська область. Солдат 16-го ОМПБ «Полтава» 58-ї ОМПБр. Був призваний за мобілізацією, восени 2016 підписав контракт. Учасник АТО, воював в районі Авдіївки. 18 лютого 2017 о 12:44 в розташуванні 16-го ОМПБ у м. Глухів (Сумська область), у наметовому містечку, сталася пожежа. Внаслідок займання намету загинули двоє військовослужбовців, які в ньому спали (один навіть не зміг вибратися зі спальника, а другий встиг зробити лише кілька кроків), ще один боєць дістав опіків. Основна версія — порушення правил пожежної безпеки при опаленні приміщення пічкою-буржуйкою. Похований в с. Петрівка. Залишилися двоє дітей, син та донька.
 Ременець Пилип Олександрович (Позивний «Філ»), 27 січня 1990, Велика Багачка Полтавська область. Сержант 16-го ОМПБ «Полтава» 58-ї ОМПБр. На контрактній службі з осені 2016 року. 18 лютого 2017 о 12:44 в розташуванні 16-го ОМПБ у м. Глухів (Сумська область), у наметовому містечку, сталася пожежа. Внаслідок займання намету загинули двоє військовослужбовців, які в ньому спали (один навіть не зміг вибратися зі спальника, а другий встиг зробити лише кілька кроків), ще один боєць дістав опіків. Основна версія — порушення правил пожежної безпеки при опаленні приміщення пічкою-буржуйкою. Похований у Великій Багачці.
 Пономаренко Юрій,  1983, Миколаїв. Сержант, розвідник-радіотелефоніст 79-ї окремої десантно-штурмової бригади. Військовослужбовець за контрактом. Учасник АТО. 24 лютого 2017 близько 8:00 на 37-му загальновійськовому полігоні ВДВ у Житомирській області, під час проведення підготовки тактичного поля для проведення стрільб, стався вибух гранати РПГ-22. Юрій загинув від отриманих поранень.
 Струк Олександр Богданович, 24 березня 1962, 55 років, Хмельницький. Старший сержант, артилерист 24-ї окремої механізованої бригади. Закінчив Хмельницький інститут побутового обслуговування за спеціальністю «Бухгалтерський облік». Працював в адміністрації автостанції № 2 м. Хмельницького. Маючи військовий досвід, пішов на фронт, — з 2016 року ніс службу за контрактом. Дістав важке поранення та опіки в районі м. Попасна, лікувався в Центрі допомоги учасникам АТО м. Хмельницький. Після одужання, вирушив до пункту постійної дислокації військової частини на Львівщину. Виїхав у Львів на ротацію, мав вирушати в зону проведення АТО. Раптово помер 26 березня 2017 внаслідок зупинки серця. Похований на міському кладовищі Хмельницького в Шаровечці. Залишилася дружина та доросла донька. Посмертно нагороджений Почесною відзнакою Хмельницької міської громади «Мужність і відвага». Прим. За повідомленням поліції, 55-річний мешканець м. Хмельницького, помер уві сні в санаторії м. Трускавець (Львівська область), куди він приїхав до товариша.

## Померлі демобілізовані учасники АТО
Вірясов Ігор Анатолійович («Дід»), 26 квітня 1962, Одеса. Сержант, командир відділення 2-ї роти 1-го батальйону 93-ї ОМБр, підрозділ батальйону ОУН. Пройшов вишкіл у вишкільному центрі ОУН, 17 серпня 2015 року мобілізувався через військкомат. Воював в районі ДАП, позиція «Зеніт», Опитне, шахта «Бутівка», де дістав важку контузію. У листопаді 2016 демобілізований за станом здоров'я. Близько 11:00 2 січня 2017 року зістрибнув з оглядового мосту, що поблизу ТЦ «Глобус» на Майдані Незалежності в Києві, загинув на місці. Залишився дорослий син.
 Пилипчук Олег Михайлович, 37 років, Львів. Демобілізований військовослужбовець 79-ї ОАЕМБр. Здобув освіту в Україні і Німеччині. Час від часу приїжджав працювати до батька у Німеччину. Отримав повістку в січні 2015 року, повернувся в Україну, пройшов підготовку на Миколаївському полігоні і потрапив на передову. Після понад рік служби на фронті повернувся до дому. 2 січня 2017 року вчинив самогубство, не впоравшись із посттравматичним синдромом. Батько Олега, лікар, вирішив створити благодійну організацію для психологічної допомоги військовим, які повернулися з фронту.
 Керникевич Андрій Петрович, 8 грудня 1968, Комарів (Галицький район) Івано-Франківська область. Демобілізований військовослужбовець ЗСУ. У жовтні 2016 року повернувся з фронту. 2 січня 2017 року раптово помер вдома через зупинку серця. Похований у рідному селі.
 Рукавішников Валерій Юрійович, 5 квітня 1961, Кременчук Полтавська область. Демобілізований військовослужбовець 92-ї ОМБр. 2014 року добровольцем пішов на фронт, в зоні АТО був водієм бензовозу. Помер 4 січня 2017 року вдома від гіпертонії.
 Моргун Сергій, 39 років, Давидківці (Хмельницький район) Хмельницька область. Демобілізований військовослужбовець. Призваний до війська 2014 року, воював у Пісках та Широкиному, дістав контузію. В останній місяць ніс службу на острові Зміїний. Восени 2015-го повернувся додому. Лікарі діагностували виразку шлунку, 2 тижні лікувався в госпіталі, а в подальшому виявили пухлину головного мозку. Помер в лікарні у ніч на 7 січня 2017 року. Залишилися двоє дітей. Батьки Сергія поховали вже другого сина, — його брат Олександр раптово помер у вересні 2015 року, коли їхав на військову службу.
 Томілін Володимир, 40 років, Кучаків Бориспільський район Київська область. Мешкав у м. Київ (район Дарниця). Демобілізований військовослужбовець 79-ї ОАЕМБр. Призваний за мобілізацією у 2015 році, воював 1,5 роки. Після повернення працював охоронцем. Близько 6:00 7 січня 2017 року в селі Кучаків, на території садового кооперативу, коли Володимир йшов на електричку разом із сусідкою, на них напали чотири вівчарки, які вибігли на вулицю з приватного двору. Володимир пропустив сусідку вперед, прикривши її, і собаки кинулись на нього. Від отриманих травм чоловік помер, жінці вдалося врятуватись. Залишились мати, дружина інвалід ІІ гр. та дві маленькі доньки.
 Панько Сергій, 38 років, Тячів Закарпатська область. Демобілізований військовослужбовець, солдат 4-го ОМПБ «Закарпаття» 128-ї ОГПБр. Призваний за мобілізацією спочатку до Тячівського райвійськкомату, а з 2 лютого 2015 по 30 травня 2015 ніс службу в зоні АТО, в Краматорську (у той час, коли місто обстріляли з РСЗВ «Смерч» російські війська 10.02.2015), в Авдіївці поблизу шахти «Бутівка». Помер внаслідок давньої хвороби 7 січня 2017 року в місті Алушта АР Крим, куди поїхав, аби освідчитись своїй дівчині. Через негоду знадобилось три дні, щоб доставити тіло додому. Залишились мати, сестра та донька.
 Волков Ігор,  27 жовтня 1984, народився у Одесі, з дитинства мешкав у м. Новоросійськ (РРФСР), росіянин. Сапер-підривник, колишній боєць ДУК ПС та батальйону ОУН. З лютого 2015 року воював  в Широкиному, Пісках. Півроку тому він пішов із підрозділу «ПС Закарпаття» та поїхав до друзів в Одесу. В ніч на 8 січня 2017 року близько 00:50 в Одесі стався вибух у приватному будинку на вул. Юхима Геллера. Загинули 67-річний власник будинку і квартирант, Ігор Волков, 90-річна власниця будинку доставлена до лікарні. Ймовірною причиною трагедії називають застосування вибухівки (необережне поводження), що призвело до вибуху побутового газу.
 Маєцький Тарас Михайлович, 9 травня 1983, Нижній Турів Турківський район Львівська область. Демобілізований учасник АТО, в липні 2016 повернувся додому. 8 січня 2017 року вийшов з дому і не повернувся, на телефонні дзвінки не відповідав. 5 лютого знайдений мертвим під снігом у селі Нижній Турів. Похований 7 лютого.
 Березовський Віталій Валентинович, 4 квітня 1969, мешкав у м. Обухів Київська область. Демобілізований військовослужбовець, радіо-телефоніст 12-го ОМПБ «Київ» 26-ї ОАБр. Мобілізований 10 вересня 2014 року, учасник АТО. 9 вересня 2015 звільнений зі служби за станом здоров'я, за результатами МСЕК отримав 2 групу інвалідності. Помер від тяжкої хвороби (лімфома) 12 січня 2017 року.
 Сліпченко Микола. Доброволець. Влітку 2016 був поранений, лікувався в госпіталі. 21 січня 2017 року помер від інфаркту. Залишився брат.
 Боцула Петро Данилович (позивний «Батя»), 1958, 58 років, Кременчук Полтавська область. Старший солдат, санітар 8-ї окремої автомобільної санітарної роти (Полтава). Мобілізований 28 серпня 2014 року, до 22 листопада 2014 служив в зоні АТО, демобілізувався за станом здоров'я. Останні два тижні провів у лікарнях Кременчука. Спершу лікувався в обласному госпіталі для ветеранів війни, через тиждень був переведений в 3-ю міську лікарню. 22 січня 2017 року помер від інфаркту. Залишилися дружина та син, військовослужбовець ЗСУ. Похований в секторі Героїв АТО на Свіштовському кладовищі Кременчука.
 Бойчук Василь Васильович, 1959 р.н., 57 років, Теребовля Тернопільська область. Демобілізований військовослужбовець 1-го відділення 1-го взводу 7-ї роти 92-ї окремої механізованої бригад. У липни 2015 року добровольцем пішов на фронт, учасник бойових дій в зоні АТО. Наприкінці січня 2017 року знайдений мертвим поблизу будинку, в якому він проживав. За результатами експертизи Василь помер від переохолодження. Похований 30 січня 2017 року в Теребовлі.
 Петруняк Назарій Васильович, 9 жовтня 1987, Гавриляк Тлумацький район Івано-Франківська область. Капітан поліції оперуповноважений відділу організаційно-аналітичної роботи управління протидії наркозлочинності ГУ НП в Івано-Франківській області, Надвірнянський відділ поліції (м. Надвірна). Службу в правоохоронних органах розпочав у 2006 році, проходив службу і в зоні АТО. Помер внаслідок хвороби 2 лютого 2017 року. Похований в рідному селі.
 Гуменюк Юрій Миколайович, 23.04.1979 р.н., Чернівецька область. Мешкав із сім'єю у м. Яворів Львівська область. Майор ЗСУ, заступник військового комісара — начальник мобілізаційного відділення Яворівського районного військового комісаріату. 2004 року проходив службу в Іраку, у складі 6-ї ОМБр. Брав участь в АТО на Луганщині з 28 травня по 8 вересня 2014 року, у складі 24-ї ОМБр. В липні 2014 нагороджений орденом Богдана Хмельницького III ступеня. Раптово помер в м. Яворів. Про смерть військовослужбовця повідомили 3 лютого 2017 року в Яворівській РДА. Залишились батьки, дружина та 13-річний син. Батьки забрати тіло сина на поховання на Буковину.
 Тихон Олександр Володимирович, 21.01.1984 р.н., Нікополь Дніпропетровська область. Громадський активіст, волонтер, член РПЛ, помічник народного депутата Андрія Артеменка. За словами сестри, воював в АТО, перед смертю отримав статус учасника. Залишились дружина та маленька донька. Помер 8 лютого 2017 року в лікарні міста Дніпро, ймовірно, від отруєння токсичною речовиною.
 Підлубний Петро Сергійович, 12 липня 1972, Лісове (Тальнівський район) Черкаська область. Демобілізований військовослужбовець ЗСУ. За професією механізатор. Тривалий час працював у рибо-торговельному флоті на далекому Сході. Повернувшись до рідного села, одружився, працював за різними професіями. Мобілізований 2015 року, брав участь в бойових діях, служив у районі м. Сватове. Помер від тяжкої хвороби вдома. Похований 10 лютого 2017 року в рідному селі.
 Васильєв Юрій Володимирович, 24.04.1970 р.н., Ізюм Харківська область. Доброволець окремої добровольчої чоти «Карпатська Січ». Член ВО «Свобода» з 2010 року, очолював Ізюмську районну організацію ВОС. 2015 року пішов добровольцем на фронт. Планував навесні 2017 підписати контракт і повернутись на передову. Одружений. Помер 10 лютого 2017 року.
 Воробйов Генадій Петрович (позивний «Вільний»), 25.06.1961, Ахалкалакі, Грузія. Мешкав у м. Київ. Генерал-полковник, начальник Національного університету оборони України імені Івана Черняховського. Кандидат історичних наук. З 2009 року був командувачем Сухопутних військ ЗСУ. 2014-го призначений першим заступником начальника Генерального штабу, займав посаду першого заступника керівника Антитерористичного центру, тимчасово виконував обов'язки командувача військами АТО. 2016-го призначений керівником НУОУ. Повний лицар ордена Богдана Хмельницького (ІІІ ст., 2008. ІІ ст., 2012. І ст., 2017, посмертно). Помер 11 лютого 2017 року в робочому кабінеті у Києві. Похований на Байковому кладовищі.
 Тяско Василь Васильович, 44 роки, Буштино Тячівський район Закарпатська область. Демобілізований військовослужбовець ЗСУ. Служив за мобілізацією з 12 травня 2015 до 28 квітня 2016, з 20 травня 2015 брав участь в АТО, у н.п. Червоний Жовтень та Калинівка Донецької області. Після демобілізації повернувся додому. Проживав сам. Раптово помер 13 лютого 2017 року. Похований в рідному селищі.
 Шевченко Віктор Олександрович, 1975 р.н., Новгородка Кіровоградська область. Демобілізований військовослужбовець роти охорони 17-го окремого мотопіхотного батальйону «Кіровоград» 57-ї ОМПБр. Мобілізований навесні 2014 року в першу хвилю мобілізації, учасник АТО. В квітні 2015 демобілізувався. Останнім часом мешкав у Кіровограді. Наприкінці 2016 діагностували онкозахворювання IV стадії, проходив обстеження в Інституті раку, їздив в Одесу. Помер 17 лютого 2017 року. Залишилось двоє неповнолітніх дітей. Похований у Новгородці.
 Васін Олександр Костянтинович, 44 роки, Мелітополь Запорізька область. Старший сержант, демобілізований військовослужбовець 23-го окремого мотопіхотного батальйону «Хортиця» 56-ї ОМПБр. Мобілізований у 2015 році (шоста хвиля), учасник АТО, восени 2016 року демобілізувався й повернувся додому. Кілька днів не відповідав на дзвінки, 20 лютого 2017 року знайдений мертвим у власній квартирі, помер від інфаркту. Похований в Мелітополі.
 Литвинов Олександр Вікторович, 23.04.1970 р.н., Олександрія Кіровоградська область. Демобілізований військовослужбовець зенітно-ракетних військ. Закінчив Харківський інженерно-економічний інститут. Нетривалий час працював в міліції, потім — у міськуправлінні юстиції. Був ведучим спеціалістом відділу РАЦС, державним реєстратором юстиції, державним реєстратором Центру адмінпослуг Олександрії. Ніс службу за мобілізацією з травня 2015 по квітень 2016 року, учасник АТО. Помер вдома пізнім вечором 20 лютого 2017 року від серцево-судинної недостатності. Залишилась дружина та двоє синів, 18 і 10 років. Похований на Верболозівському кладовищі Олександрії.
 Колесник Анатолій, Краснопілка, Кагарлицький район Київська область. Демобілізований військовослужбовець 72-ї окремої механізованої бригади. Учасник АТО, навесні 2016 року ніс службу поблизу с. Гнутове в районі Маріуполя. Помер 23 лютого 2017 року.
 Царенко Олександр Володимирович (позивний «Цар»), 49 років, Могилів-Подільський Вінницька область. Колишній боєць, доброволець, старшина 24-го окремого штурмового батальйону «Айдар». Активний учасник Революції Гідності. З перших днів бойових дій на Сході долучився до «Айдару», в боях під Новосвітлівкою дістав важке поранення. Помер через зупинку серця 26 лютого 2017 року в реанімації, в інституті імені Амосова у Києві. Після прощання на Майдані Незалежності у Києві похований в Могилів-Подільському.
 Іванків Олександр Іванович, 57 років, Ладижин Вінницька область. Колишній боєць полку «Азова». У 2014 році добровольцем записався до батальйону «Азов». Служив танкістом під Маріуполем. Повернувшись додому, влаштувався на Ладижинську ТЕС, але на роботу так і не вийшов. Останнім часом мешкав із матір'ю. 2 березня 2017 року знайдений повішеним на дачі. Похований у Ладижині.
 Тананайко Володимир, 1991 р.н., Дубище Рожищенський район Волинська область. Мешкав у м. Рожище. Демобілізований військовослужбовець підрозділу артилерійської розвідки 51-ї окремої механізованої бригади. Мобілізований у квітні 2014 року, учасник бойових дій, зокрема боїв за Савур-Могилу. 7 березня 2017 року повісився у батьківському гаражі в смт Дубище. Похований в рідному селі. Залишилась дружина та маленька донька.
 Зубов Михайло, 27 років, Харків. Учасник АТО, служив за контрактом. За повідомленням місцевих ЗМІ був бійцем батальйону спецпризначення «Азов» з позивним «Грізлі» (в прес-службі Нацгвардії дану інформацію не підтвердили), пройшов бої за Іловайськ, Широкине, Дебальцеве. Повернувся додому у 2015 році і відкрив власну справу (курси англійської мови). Покінчив життя самогубством 10 березня 2017 року, зістрибнувши з висоти на закинутому елеваторі біля залізничного вокзалу. Підозрюється у вбивстві дружини та 4-річної доньки, тіла яких знайшли вранці того ж дня, вони були задушені. Трагедія сталася у Харкові по вул. Заліській, 5.
 Рибцов Андрій Іванович (позивний «Балу»), 01.02.1961 р.н., РРФСР. Мешкав у м. Хмельницький. Капітан, колишній командир артилерійської батареї 3-го десантно-штурмового батальйону «Фенікс» 79-ї ОДШБр. Закінчив Хмельницьке вище артилерійське командне училище. Ветеран війни в Афганістані. В березні 2014 добровольцем пішов у військкомат, тричі просився відправити його в АТО, мобілізований у серпні 2014. Зі своїм підрозділом обороняв населені пункти в районі Маріуполя. У червні 2015 року нагороджений Орденом Богдана Хмельницького ІІІ ст. Керівник Хмельницької Спілки учасників бойових дій, Хмельницької обласної філії ГО «Українська асоціація інвалідів АТО». Помер 11 березня 2017 року у Хмельницькому, від обширного інфаркту. Похований на Алеї Слави кладовища у мікрорайоні Ракове міста Хмельницький. Залишились дружина (волонтер), син.
 Коломієць Руслан Леонідович, 1976 р.н., Ладижин Вінницька область. Учасник АТО, рік тому демобілізувався. Помер від серцевої недостатності у м. Одеса, куди поїхав відвідати свою матір. Похований 14 березня 2017 року в Ладижині.
 Рощин Артем Юрійович, 06.02.1990 р.н., Світловодськ Кіровоградська область. Демобілізований військовослужбовець, розвідник 59-ї окремої мотопіхотної бригади. 2009 року закінчив політехнічному технікумі у Комсомольському. Після строкової служби, з 2010 по 2015 рік працював автослюсарем-водієм на Кременчуцькому сталеливарному заводі. Мобілізований навесні 2015, воював у зоні АТО з травня 2015 по квітень 2016 року. Після демобілізації лікарі виявили пухлину мозку, переніс інсульт, лікувався у Київському інституті нейрохірургії. 14 березня 2017 року помер в реанімаційному відділенні Світловодської ЦРЛ, куди потрапив у стані коми після другого інсульту. Похований на міському цвинтарі Світловодська. Залишилися мати, дружина та двоє дітей, 5-річний син і однорічна донька.
 Юсипишин Руслан Васильович, 21 листопада 1979, Бориспіль Київська область. Мешкав в с. Іванків (Бориспільський район). Демобілізований учасник АТО. Старший сержант, колишній військовослужбовець 72-ї окремої механізованої бригади. З 14 березня 2015 до жовтня 2016 проходив службу за мобілізацією. Помер 20 березня 2017 року в результаті гострої серцево-судинної недостатності. Похований в с. Іванків.
 Ліньков Сергій Васильович. Кам'янець-Подільський Хмельницька область. Демобілізований учасник АТО. Капітан, заступник командира підрозділу розвідки 80-ї окремої десантно-штурмової бригади. Став на захист Батьківщини з перших днів війни на Сході, воював майже три роки, зокрема у Мар'їнці, Пісках. Демобілізувався через хворобу, останні місяці перебував у лікарні. Помер в міської лікарні №1 Кам'янця-Подільського від довготривалої онкологічної хвороби. Похований 22 березня 2017 року на міському кладовищі Кам'янця-Подільського. Залишилась дружина.
 Биченко Михайло Васильович, 28 років, Запоріжжя. Демобілізований військовослужбовець, учасник АТО, служив у Краматорську в 2015—2016 роках. Оператор обласної телекомпанії «Запоріжжя», працював у цій телекомпанії понад 10 років. Вранці 28 березня 2017 року знайдений повішеним у парку Перемоги м. Запоріжжя. Основна версія поліції — самогубство.